# ラムセス2世
ラムセス2世（Ramesses II、紀元前1303年頃 - 紀元前1213年頃）は、エジプト新王国第19王朝のファラオ（在位：紀元前1279年頃 - 紀元前1213年頃）である。ラメセス2世、ラメス2世と表記される場合もある。
父王セティとの共同統治を経て即位したラムセス2世は、パレスチナ地域の帰属をヒッタイト帝国のムワタリ2世などとカデシュの戦いなどの数々のいくさで争い、エジプト各地に神と自身の業績をたたえる数多くの巨大建造物を築いた。積極的な外征を行い、ヌビアやリビュア、そしてアジアなどにおいてエジプト新王国の勢力圏を延ばした。
外交においては、ヒッタイトのハットゥシリ3世とは世界初の平和条約であるエジプト・ヒッタイト平和条約を締結した。エジプト国内では歴代ファラオの中でも稀にみる在位の長さを誇り、即位して以来約70年間に及んで王権を維持した。

## 概要

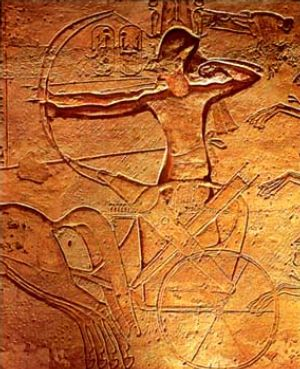
カデシュの戦いでのラムセス2世(アブ・シンベル神殿の壁画)

その治世において、エジプトはリビュア・ヌビア・パレスチナに勢力を伸張した。紀元前1286年頃、総勢約2万の兵を率いてメソポタミアへの親征を開始し、カデシュの戦いを行った。その他にも多数の遠征をし強権的な外交戦略を展開した。
ラムセスという誕生名は、「ラーは彼に生を与えた者」という意味の「ra-mes-sw」のギリシア語読みである。なお、ラムセス3世以降の同名を称する第20王朝のファラオとの血縁関係は無いとされる。即位名はウセルマアトラー・セテプエンラー（User maat Ra-Setep en Ra）。これは「ラーのマアト（正義、真理、宇宙の秩序などの意）は力強い。(彼は)ラーに選ばれし者」を意味し、これをギリシャ語化した「オジマンディアス（コイネー：Οσυμανδύας、Osymandýas）」の名でも知られる。
年代には諸説あるが、24歳で即位し、66年間統治し、90歳で没したとされる。その間、王妃ネフェルタリのほか、何人もの王妃や側室との間に、賢者として名高いカエムワセト、後継者となるメルエンプタハなど111人の息子と69人の娘を設け、娘の中には父親であるラムセス2世と親子婚を行った者もいる。もっとも、この大半は養子であり、王の息子の称号を与えられただけだという説もある。しかし、非常に大柄（約180cm）で、在位期間も他のファラオ達よりも長く、妃の数も多かったことが伝わっているラムセス2世が多くの子を残さなかったとは考えにくく、彼らは王の実子であると考える説もある。

## 生涯

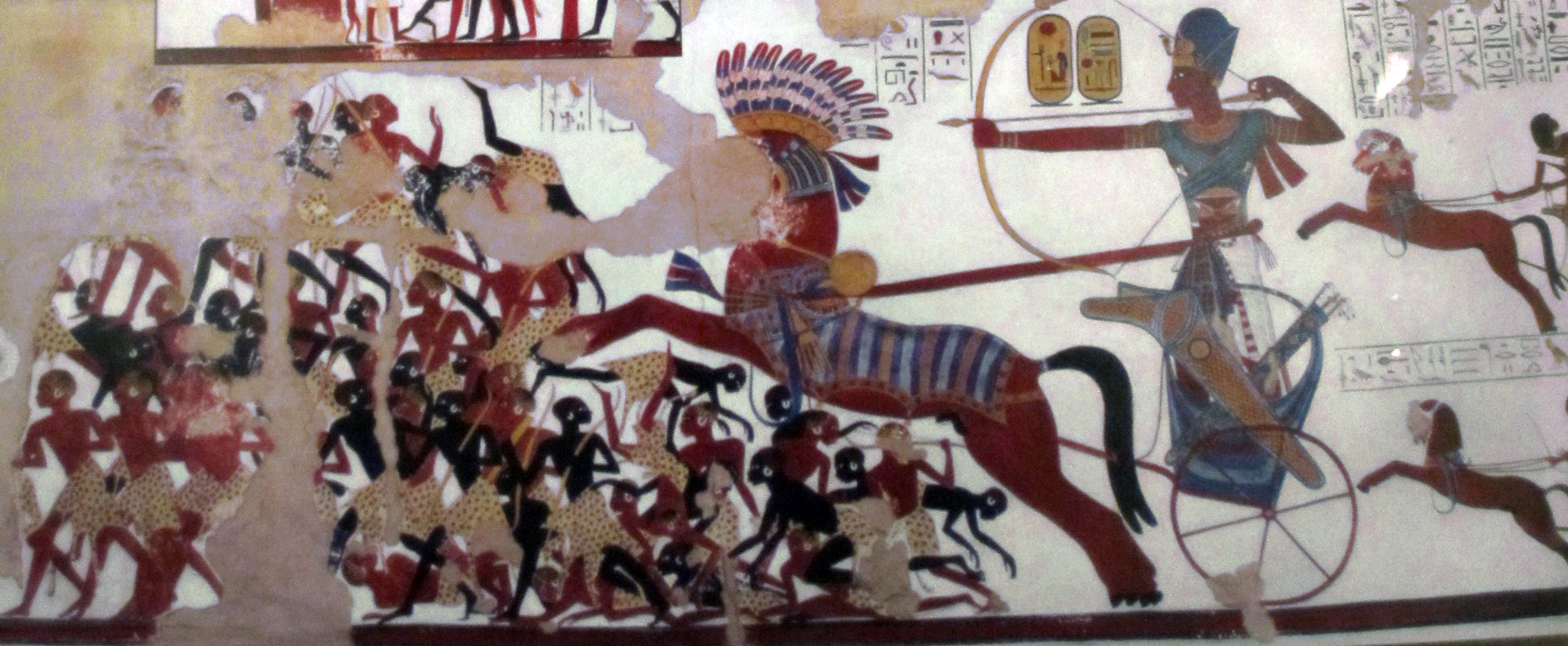
戦士姿のラムセス2世

紀元前1303年頃、ファラオ・セティ1世の王子として生まれた。母は妃トゥヤである。ラムセス2世はセティ1世の長男ではなく、彼には名前不明の王太子の兄がいたとされる。しかし、ある時点でその王太子の記録が全部消えて、壁画も弟の姿に変えられた。その後、ラムセス2世は王太子になった。
成長後のラムセス2世は少なくとも3年間ほどの父親のセティ1世との共同統治を行った。当初は父王セティ1世が外征・外交を、ラムセス2世は内政を司る形態が採られていたようであるとされている。その後、紀元前1304年、ラムセス2世は父の死後、25歳（一説には24歳とも言われているが、明確には判明していない）の時にファラオに即位したとされている。
ラムセス2世が属するエジプト第19王朝は前代のエジプト第18王朝から王位を譲られてからラムセス2世でまだ3代目であったが、ここからエジプトは再び強国へと返り咲くことになる。
ラムセス2世の即位年は、前述のように紀元前1304年という説、あるいは紀元前1290年、1279年ごろであるとされている。このようにラムセス2世の即位年は大体紀元前14世紀末期ごろから13世紀の初頭であるということのみがはっきりしている。
最初の王妃は長男の母で女神官のネフェルタリであった。ネフェルタリとは、10代の前半に政略結婚した相手であり、彼女はセティ1世が彼のために選んだ多くの妃の一人である。それからの数年、7人の王妃や200人ほど（一説は60人ほど）の側室を迎えた。
当時の中東地域では、多数の小国の帰属を巡り、製鉄技術を背景とした強大な勢力を有するヒッタイト帝国とエジプトが争っていたが、ラムセス2世は治世第5年の紀元前1286年、ヒッタイトが裏で糸を引く反乱を鎮圧するために総勢2万の兵を率いて中東への親征を開始した。ラムセス2世が中東へ遠征を行うのは初めてであった。シナイ半島を通り越したラムセス2世は当時高度にエジプト化されていたガザの街に駐屯した。次いでアスカロン（現在のイスラエル南部のアシュケロン）を征服した。エジプトを離れたラムセス2世はヒッタイトに属していた小国アムルを降伏させ、エジプトに帰属させた。アムルの失陥を見逃さなかったヒッタイトは、アムル奪還のために派兵し、その結果として「カデシュの戦い」が勃発した。
ラムセス2世はヒッタイト王ムワタリ2世率いるヒッタイト帝国軍とカデシュの地で争った。偽情報に翻弄された結果有力な軍団を壊滅させられるなど苦戦し、ヒッタイト勢力をパレスチナから駆逐するには到らなかった。両者ともに相手を退けるに到らなかったももの、ヒッタイト勢力は南下に成功するなど領土拡大に成功した。両国の間では長期にわたって戦争が続いたが、ムワタリ2世の死後、彼の兄弟がクーデターを起こしたことで、ヒッタイトの政局が揺れ動いた。ラムセス2世の第21年（紀元前1269年）ごろ、ラムセス2世、王太后トゥヤとヒッタイトの新王ハットゥシリ3世夫婦は平和条約を結んで休戦し、ラムセス2世はヒッタイト王女を王妃に迎えた。これは世界史上初の平和条約とされる。条約文はヒッタイトの首都ハットゥシャの粘土板やエジプトの神殿の壁面でも発見された。彼は多くの神殿をエジプトの神々に捧げたが、自らを太陽神として崇めさせた。彼の建設したアブ・シンベル神殿をはじめとする神殿には神々に列する彼の姿が多く残されている。
この平和条約では、両国間の戦争状態の終結、政治亡命者の引き渡し、相互軍事援助、国境の現状維持を確認し合い、ラムセス2世はヒッタイト王女マートネフェルラー（ヒッタイトの第一王女で、ハットゥシリ3世王と正妃プドゥヘパの娘である）を後宮に迎えた。彼女は紀元前1245年2月にエジプトに送られ、ラムセス2世と結婚した。夫との年齢差は30歳を超えており、その後難産で死去した。ひとり娘の名前はネフェルラー（Neferure）といった。
アブ・シンベル神殿の両国婚姻記念碑では、ラムセス2世の王妃マートネフェルラーに対する愛が語られている。
また、カデシュの戦いにおけるラムセス2世の勝利の喧伝は、エジプト軍の軍制改革の妨げとなり後に災いを残すことになる。ラムセス2世はこの戦いの栄光を自賛するため宮廷書記ペンタウルに詩を作らせ、カルナック神殿からアブ・シンベルに至るまでの大神殿の壁に詩を彫らせた。
その後、ラムセス2世はナイル第1滝を越えてヌビアに遠征した。ラムセス2世は戦勝の記念碑を多く築き、現在もっとも記念碑の多く残るファラオとなっている。その内、アブ・シンベル神殿は著名で、壁には浮き彫りに王の業績、北の壁にはカディシュの戦い、南の壁にはシリア・リビュア・ヌビアとの戦いが描かれている。ヌビアは後にエジプトに同化され、本家エジプトの衰退を救う形で王朝を立てることになる。このように、古代エジプトの周辺地域のリビュアやヌビア、パレスチナ地方に勢力を伸張し、その現地民からも崇敬を受けた。
また、ヌビア遠征の際には「清純の山」と呼ばれたゲベル・バルカルにはアメンの神殿を築いたが、この神殿は後のヌビア王国の宗教的なよりどころとなった。寺院の基礎は、恐らくエジプト第18王朝のファラオ、トトメス3世の治世の間に建設が開始されたが、さらに大規模な神殿となるにはラムセス2世の時代を待たねばならず、その後もヌビア王国の王たちにより改修や増築がなされたこの寺院は、ヌビア地域のアメン信仰の重要な神殿になった。
統治8年目には、ガリラヤ地方に再度出兵した。
紀元前1255年、上エジプトを代表する王妃ネフェルタリが死去し、ラムセス2世はネフェルタリと自身の娘であるメリトアメンと下エジプトを代表するイシスネフェルト1世王妃の娘であるビントアナトをめとり、偉大なる王の妻とした
ラムセス2世の長い治世は後継者と目していた人物が自分より先に死ぬという後継者問題を引き起こすきっかけにもなり、3人目の下プタハの最高司祭を務め、メンフィス地区を中心とするナイル河流域に多大な業績を残し父の治世に貢献した王太子カエムワセトは父に先立ち死去し、最終的にラムセス2世の後継者となったメルエンプタハは第13王子であった。メルエンプタハはラムセス2世の在位中、三人目に選んだ後継者で、以前に後継者と目されていた第1王子アメンヘルケブシェフ、第2王子ラムセス、第4王子カエムワセトは、ラムセス2世が崩御する以前に亡くなったためファラオに即位することはなかった。また、メルエンプタハにしても後継者に指名されたのは40代の時である。
ラムセス2世は当時の首都テーベに代わる新首都「ペル・ラムセス（Pi-Ramesses）」を作らせた。名前は「ラムセス市」を意味する。ペル・ラムセスはナイルデルタ地域に建てられた。このペル・ラムセスは地政学的にも重要であり、アジアにあるエジプト王国の属国とヒッタイト帝国との外交やアジアへの軍事的行動を容易にした。以前の首都テーベは上エジプトに存在し、アジアへの軍事的行動には迅速性に欠けていた。
王都をペル・ラムセスへと移したことによって、情報と外交官ははるかに迅速にラムセス2世のもとへと到達し、軍の主要部隊も市内に収容できた。その結果、ヨルダン地域からのヒッタイトまたは遊牧民の侵略に対処するために以前よりもさらに迅速に軍を動員することが可能になった。
ペル・ラムセス市の人口は30万人を超え、古代エジプトの大都市の一つとなった。ペル・ラムセスはラムセス2世の死後1世紀以上にわたり繁栄した。以前はタニス（Tanis）がペル・ラムセスだと考えられていたが、現代ではペル・ラムセスはタニスではなく、現代のカンティール（Qantir）に当る場所にあったという説が有力である。彼は多くの神殿をエジプトの神々にささげたが（例:アブシンベルの巨大なアブ・シンベル神殿の建築）、それだけでは満足できず、自らを太陽神とし、彼の建設した神殿には神々に列する彼の姿が多く残されている。
紀元前1224年、又は紀元前1212年、ラムセス2世は約90歳で死亡したとされる。ただし、91歳とする説が存在するなど、確固たる数字が存在するわけではない。死後、ラムセス2世のミイラは王家の谷のKV7に埋葬され、息子で王太子のメルエンプタハが跡を継ぎ、ファラオに即位した。
ラムセス2世は、彼の治世の間に前例のない13または14のセド祭（ファラオの治世更新祭）を催した。これは、最長の在位を誇るペピ2世の記録をも上回る。彼の遺体は王家の谷で1881年に発見され、墓の内部からエジプト考古学博物館へと移され、現在でもそこに展示されている。
なお、この古代にしては高身長なラムセス2世のミイラはテーベ大司祭でファラオのパネジェム2世の家族墓で見つかったが、このミイラは過去2回埋め直されていることが分かっている。このミイラは、20世紀にカビを取り除いて保存することを目的としてフランスへと運ばれた時、生きている王のような待遇を受けた。例えば、パリのシャルル・ド・ゴール国際空港に到着したときには儀仗兵が捧げ銃を行う国王への礼をもって迎えられたとされている。

## 業績

### 建設事業

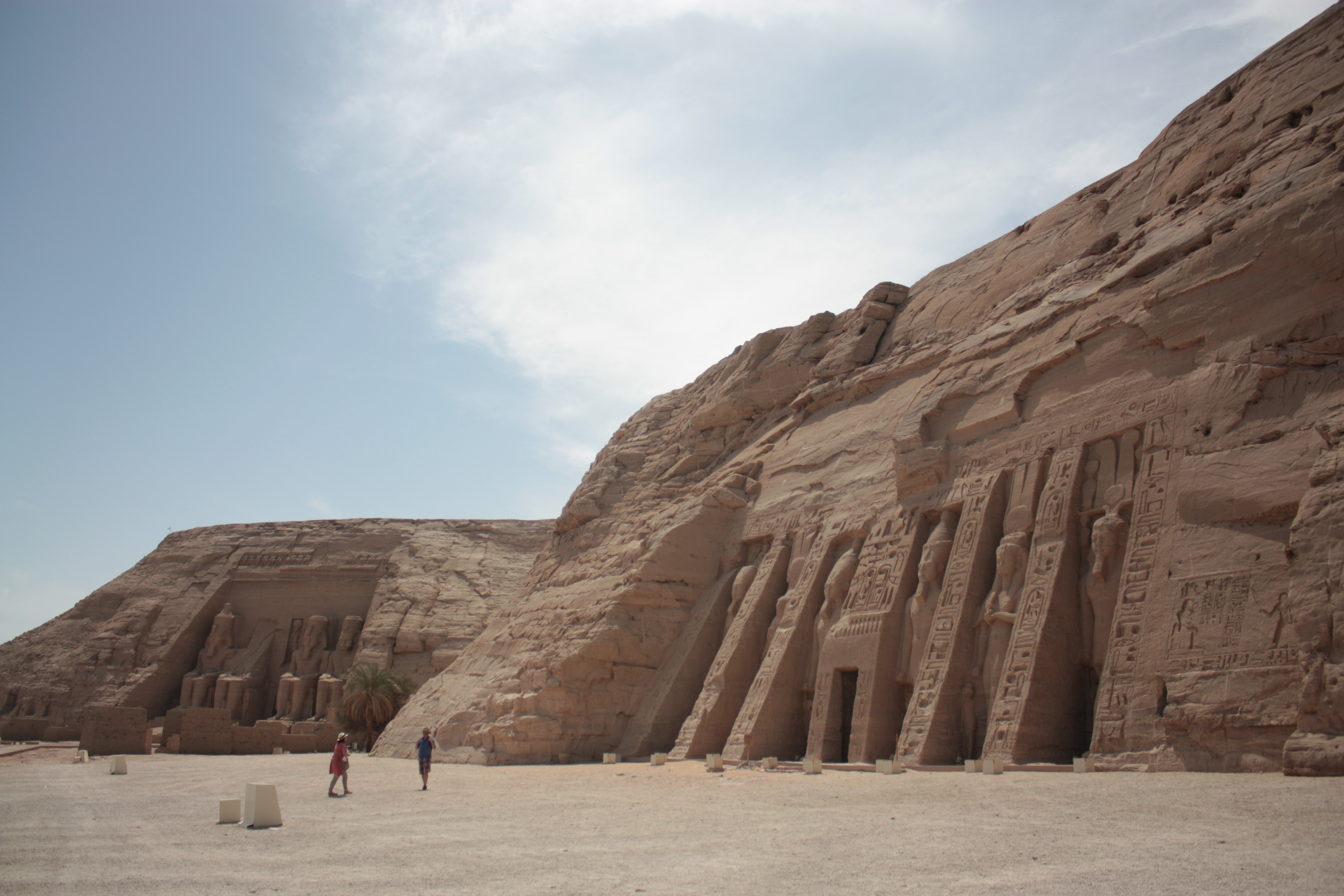
アブ・シンベル神殿。

ナイルデルタの祖先の地に美しい王の町をつくり、また、カルナック神殿、ラムセウム、アブ・シンベル神殿などをはじめエジプト各地に多くの神殿などの記念建築物を建設し、その他にもオベリスク、宮殿、巨像などを多く建立し、その権勢と国力のほどを示した。
ラムセス2世は、紀元前1290年に首都をテーベから、ナイル川のデルタ地帯の東に作ったペル・ラムセスに遷都した。この新首都はラムセス2世によって、エジプト第2中間期のヒクソス王朝の時代の都であったアヴァリスの遺構の上に建てられた都市だった。王宮をテーベからそのさらに北に移転するという計画は、地政学的な理由によって動機づけられた。ペル・ラムセスはエジプトに敵対的なパレスチナのヒッタイト帝国との国境の近くに位置する。その為、この移転によってパレスチナの情勢や情報をより迅速にファラオの下に届けることができるようになった。また、軍の主力部隊が市内に駐留することもできたため、兵をすぐに動員することが可能となった。
その後、ペル・ラムセス市は1世紀にわたり繁栄し、30万人の住民が住んでいたという説もある。しかし、後の強大国家としての零落は市の重要性を低下させ、タニスへの遷都により都市は衰退した。
また、テーベ（現在のルクソール）のカルナック神殿（アメン神殿）を整備した。ラムセス2世はその当時もっとも外に位置していた第2門塔の外側に、更に中庭を拡張し、第2門塔の前には自身の巨大な像を築かせた。現在でも、カルナック神殿にはラムセス2世の偉業をたたえるレリーフや彫刻などが数多く残されている。また、テーベの西岸には自身葬祭用の巨大なラメセウム（ラムセス2世葬祭殿としても知られる）を建てさせた。この葬祭殿はファラオの物としては最大級で、華麗さも目を引く遺跡とされる。そして、ヌビア地域にも多くの記念建造物を建てさせている。ラムセス2世はまたアブ・シンベル神殿を造営した。これはアスワン・ハイ・ダムの建設に伴って移転され、これを機に世界遺産の制度が制定された。アブ・シンベル神殿にはラムセス2世の巨像4体とその内部のレリーフを見るために、観光客が訪れている。現在アブ・シンベル神殿は世界遺産に登録されている。他にも「カルナック神殿」や「ラムセス2世葬祭殿（ラムセウム）」等多数の建造物を残している。
その他に代表的なものは、メンフィスに残るラムセス2世の巨像や、現在はパリのルーヴル美術館に展示されているラムセス2世の巨像などが挙げられ、いずれもファラオの像としては最大級の物である。また、アビドス遺跡に残るオシレイオン（オシリス祠堂）を築かせたのもまた、ラムセス2世である。

### 軍事
最も有名なのは、ヒッタイト帝国と属国の都市カデシュをめぐって争われたカデシュの戦いである。その戦いにおいては引き分け又は事実上の敗北を喫したとされたが、後に平和条約を締結した。
ラムセス2世はカデシュの戦いの結果を受け、軍改革のため息子たちを様々な軍の隊長の位置に置いた。彼はまた、外国人であるヌビア人、リビュア人、アジア人によるファラオの近衛軍団を創設した。これらの外国の傭兵は、のちのエジプト第3中間期ごろまでエジプト軍を形成した。

## 家族
ラムセス2世は生涯に8人の正妃、および多くの側室を娶り、100人以上の子をもうけたとされる。前後して4人の王子を立太子した。

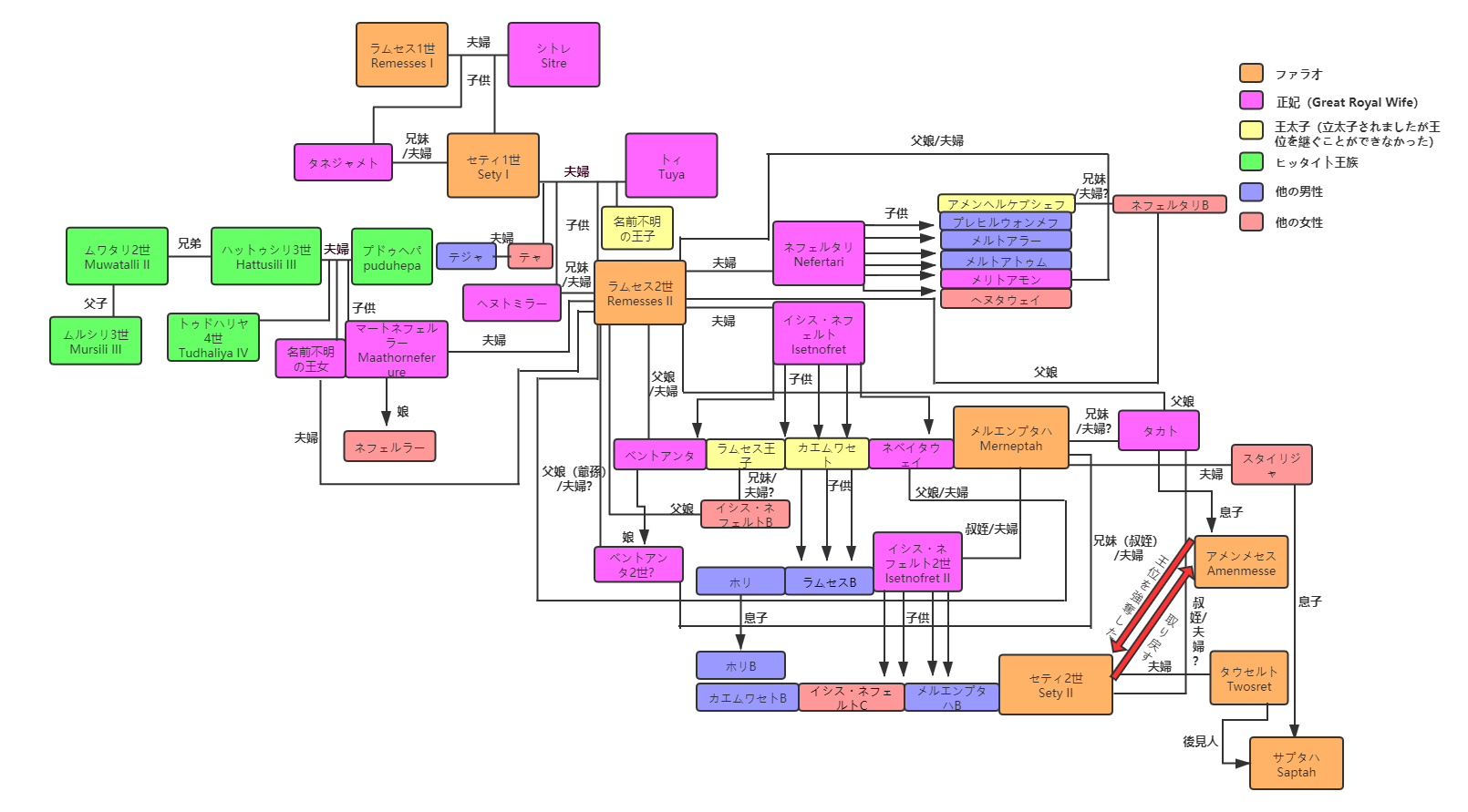
ラムセス2世の家族関係

### 王太后
トゥヤ
セティ1世の王妃（側室の可能性の説もある）。夫の統治時代にはほとんど記録がなかったが、ラムセス2世即位後は活躍が目立つ。ラムセス2世がラムセウムの中トゥヤの記念堂を設立し、9mの巨像を建立し、墓所の規模もラムセス2世の後宮女性の中で最大（Qv80，壁画は焼失した）。女神官「神后（God's Wife)」の称号を持ち、大きな政治権力を持っていた。ヒッタイトとの平和条約中にも彼女の署名がある。

### 王妃

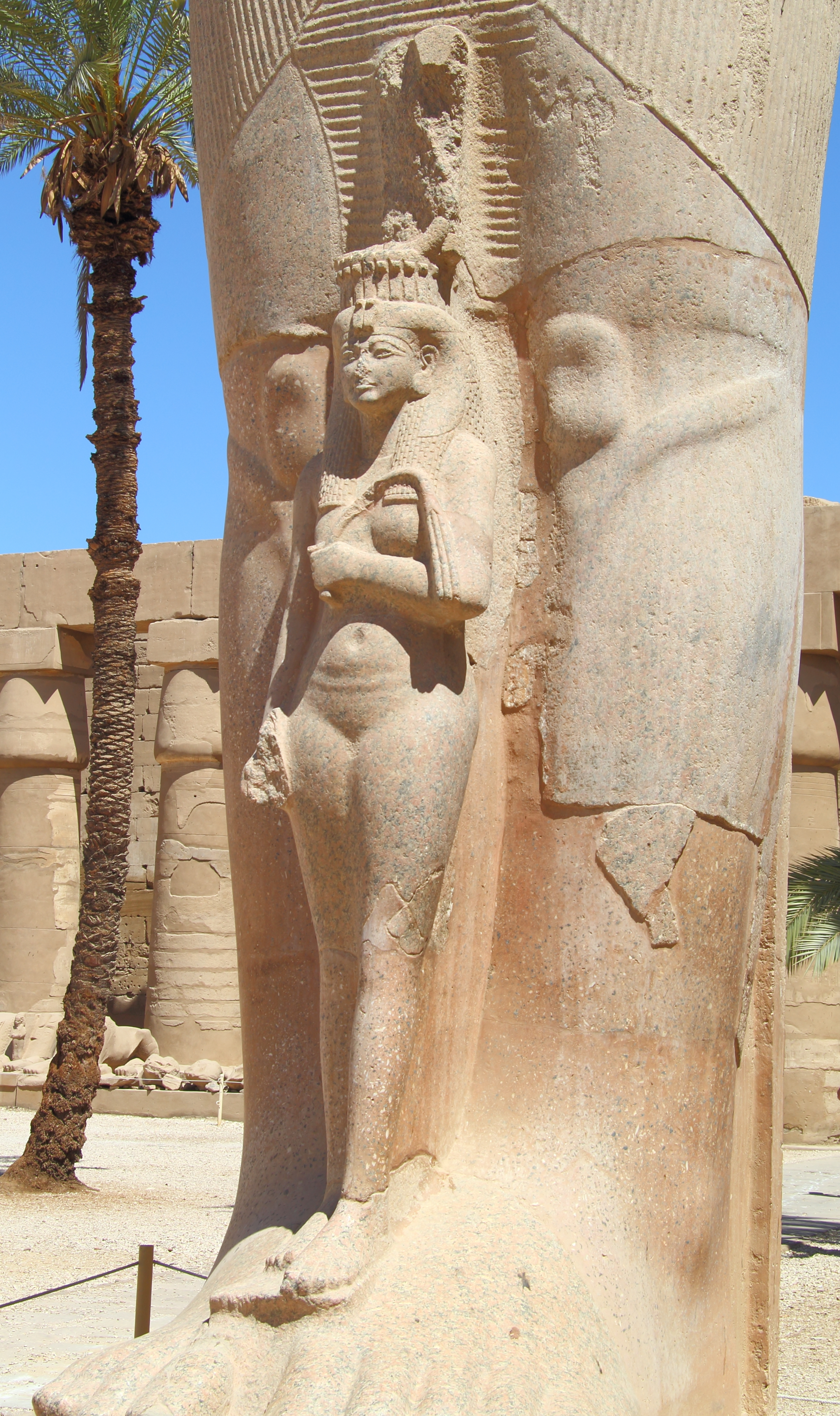
ビントアナト王妃

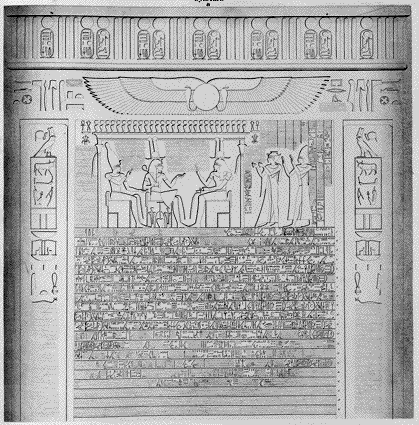
ラムセス2世、マートネフェルラー王妃とヒッタイト王ハットゥシリ3世。ヒッタイトとエジプト両国婚姻記念碑

ラムセス2世の王妃（正妃）は、ネフェルタリ・メリエンムト（Nefertari-Meritmut）、イシスネフェルト1世(Iset-nofret)、ビントアナト(Bintanath)、ネベイタウェイ(Nebettawy)、メリトアメン(Meritamen)、ヘヌトミラー（Henutmire）、マートネフェルラー(Maathorneferure)、氏名不詳のヒッタイト第二王女の8人。

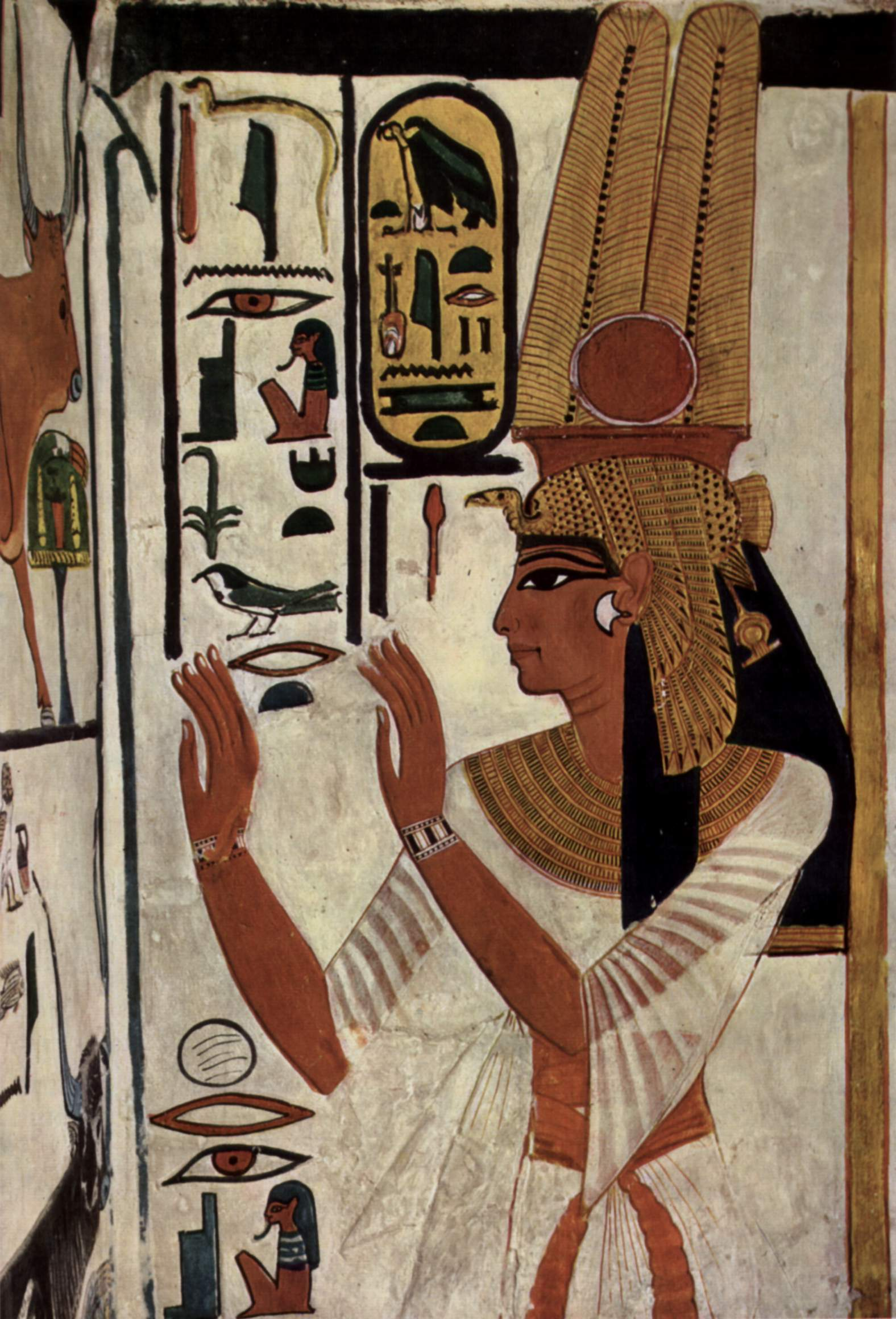
ラムセス2世の王妃ネフェルタリ

ネフェルタリ
ラムセス2世最初の正妃であり、「世襲貴族女性（Hereditary noblewoman）」や「神后（God's Wife)」の称号を持ち、数多いる妃の中で最も有名な妻である。ラムセス2世は即位前にネフェルタリと結婚した。彼女は「王の娘」の称号を持っていないので、王族出身ではなく、エジプト貴族の一員であったらしいということを除いて不明である。また考古学者のティルディスレイはネフェルタリの墓で発見された球飾りの装飾に前王朝のファラオであるアイのカルトゥーシュが用いられていることを根拠に彼女がアイの孫娘だったのではないかという説を唱えている。長男アメンヘルケブシェフが生まれると、彼女は最初の正妃になった。彼女の記録や壁画は上エジプト（旧首都テーベまたアブ・ジンベル神殿の所在地ヌビアなど古代エジプトナイル川上流地区）のみに残っているため、上エジプトの王妃を代表するものと推測される。ラムセス2世はアブ・ジンベル大神殿の隣にネフェルタリと女神ハトホルのための小神殿を建立した。彼女の正妃としての在位期間は25年ほどであるが、在位24年の行事に出席した記録が最後である。その後、在位30年の行事に彼女の記録がないことから、その5年間に亡くなったものとされる。ネフェルタリの墓（QV66）は王妃の谷の中で最も壁画の状態が良く、最も鮮烈で美しい墓である。また、彼女は高度な教育を受けており、王や書記官にのみ許された聖刻文字の読み書きが出来た。ネフェルタリの死後、彼女の娘であるメリトアメンが正妃となった。

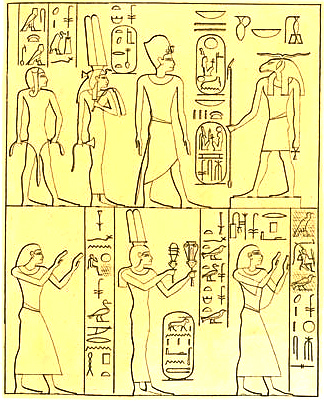
ラムセス2世とイシスネフェルト1世王妃の家族

イシスネフェルト1世
出自は不明。王族や貴族の称号を両方とも持っていないので、軍人の娘、下エジプト貴族の娘、18王朝ファラオホルエムヘブの親族更に平民出身など諸説ある。ネフェルタリに対して、彼女は下エジプト（大都市メンフィスやヘリオポリス、また新首都ペル·ラムセスなど古代エジプトナイル川下流地区)を代表する王妃と推測される。ラムセス2世は即位前に彼女を迎えた。彼女はラムセス2世最初の妃の一人であり、第一王女/正妃ビントアナト、第五王女/正妃ネベイタウェイ、王太子ラムセス、王太子/プタハの最高祭カエムワセトとファラオメルエンプタハの母であり、存在が極めて伝説的な妃。彼女が正妃になった時期は不明である。ネフェルタリの死後、彼女が正妃となった可能性があると言われているが、ネフェルタリとともに立后し、ネフェルタリよりも先に亡くなったとする説もある。イシスネフェルト1世の墓所は未だ明らかでないが、ある金庫保管員墓所中の葬品に彼女の墓所の場所について、暗号らしき物が残っている。この葬品には「王国至高の支配者の側（Near the First Commander of All Land）」「天水の下（From end of water of sky）」記載されているので、彼女の墓所が国王の谷に、息子メルエンプタハや夫ラムセス2世の墓所（KV8とKV7）周辺である可能性が高い（ただし、ほかにはサッカラ地区や王妃の谷近くなど諸説ある）。
ビントアナト
第一王女。ラムセス2世とイシスネフェルト1世の娘。王子リストと違って、ラムセス2世の王女リストの順位が不定であり、異なるリスト間で順位が違う。ただし、ビンタアナトは常に一番目。彼女はネフェルタリがまだ生きている間（少なくとも王の治世21年前）に正妃となった。最初に父ラムセス2世と結婚した王女であり、唯一ラムセスとの間の子供を産んだ娘でもある。「女性後継者（female heiress）」 「偉大な一番目（the Great First one）」「後宮の主（Chief of the Harem）」の称号を持ち、大臣のような存在であった。カルナック神殿の王妃像で有名であった。墓所は王妃の谷のQV71、壁画は大部分が焼失している。
メリトアメン
第四王女。ラムセス2世とネフェルタリの娘。母ネフェルタリ死後に正妃となった。 王族の女性が担う「アトゥム神の歌姫（songstress of Atum）」の称号を持つ。異母姉ビントアナトと権力を分かち合ったらしいと言われている。美しい像「白い王妃（White Queen）」で有名であった。墓所は王妃の谷のQV68、壁画は大部分が焼失している。
ネベイタウェイ
第五王女。一般的にイシスネフェルト1世の娘と思われているが、 ネフェルタリや他の側妃の娘とする説もある。 姉ビントアナトと一緒にヒッタイト王女マートネフェルラーを迎えた。この時にメリトアメンがいない事を理由に立后したのはメリトアメンの死後だと推測されている。墓所は王妃の谷のQV60、壁画は大部分が焼失している。
ヘヌトミラー
ラムセス2世の同母妹。セティ1世とトゥヤの三番目の王女。
マートネフェルラー
ヒッタイトの第一王女。ヒッタイト大王ハットゥシリ3世と正妃プドゥヘパの娘。紀元前1245年2月にエジプトに送られ、そしてラムセス2世と結婚した。夫との年齢差は30歳を超えており、ラムセス2世が彼女に一目惚れしたとする伝説が多い。難産で死去。ひとり娘の名前はネフェルラー（Neferure）。

### 側妃
ラムセス2世の側妃は100人を超えているが、名前を残す妃がかなり少ない。
ステラーリ（Sutererey）
王子ラムセス·セプター（Remesses-Siptah)の母。
イェ(Iwy)
王女ピプィ（Pypuy）の母。

### 子供
ラムセス2世には100人以上の子供がいたが、その中で、ネフェルタリとイシスネフェルト1世の子供の記録が比較的多い。

#### 息子
アメンヘルケブシェフ（Amun-her-khepeshef）
第一王子。ラムセス2世とネフェルタリの息子。最初の王太子。アブ・シンベル大神殿や小神殿に展示される。「軍隊の指揮官（Commander of the Troops）」、「有効な親友（Effective Confidant）」、「王の長男（Eldest Son of the King of his Body）」「世襲の王子（Hereditary Prince）」などの称号を持つ傍ら、「王の右手の扇子持ち（Fan-bearer on the King's Right Hand）」や「王家の書記官（Royal Scribe）」等王の側近が持つ称号を他の王子と共有していたようだと言われている。このような彼の称号は、彼が軍で高い地位を占めていた事を示しており、また外交官としてラムセス2世の治世21年のヒッタイトとの平和条約締結後の外交関係に関与している。治世21年ほどにセティヘルケブシェフ（Sethhirkhepeshef）に改名したらしいとされる。治世25年頃に死去。国王の谷の王子合葬墓KV5に埋葬されている。
ラムセス（Remesses）
第二王子。ラムセス2世とイシスネフェルト1世の息子。アブ・シンベル大神殿に展示される。「王の右手の扇子持ち（Fan-bearer on the King's Right Hand）」「王家の書記官（Royal Scribe）」「最高司令（ First Generalissimo ）」「王の愛する息子（bodily King's Son beloved of him）」「世襲の王子（Hereditary Prince）」などの称号を持つ。軍で重要な役職を持つ反面、聖牛アピスの埋葬などラムセス2世治世初期の宗教的な仕事や宮廷裁判（大臣や王族及びその親族の汚職事件を処分するなど）等の行政的な仕事等に携わっている記録が多い。兄アメンヘルケブシェフの死去後の治世25年から王太子になるが50年頃に死去。国王の谷の王子合葬墓KV5に埋葬されている。
プレヒルウォンメフ（Pre-hirwonmef）
第三王子。ラムセス2世とネフェルタリの息子。アブ・シンベル小神殿に展示される。多くの兄弟と同じく軍人となった。上記の兄たちとは「世襲の王子（Hereditary Prince）」「王の右手の扇子持ち（Fan-bearer on the King's Right Hand）」「王家の書記官（Royal Scribe）」の称号を共有し、異母弟である第五王子モンチュヘルコプシェフ（Montuhirkhopshef）とは「馬事総監（Master of the Horses）」「王の第一騎兵隊長（ First charioteer of His Majesty）」の称号を共有していた模様であるとされる。次兄ラムセスの死後に王太子になっていないので治世50年以前に死去しているのではないかと推測されている。
カエムワセト（Kheamwaset）
第四王子。ラムセス2世とイシスネフェルト1世の息子。ラムセス2世数多い子供の中で最も有名な存在、人類史に銘記されている。
メンフィスの主神プタハの最高司祭やメンフィス市長として「世襲の王子（Hereditary Prince）」「両国の領主（Chief over the Two Lands）」「プタハ神のセム神官（Sem Priest of Ptah） 」「神の秘密の根源（Chief of the Secrets in the God's）」「職人達の最高統率者（The Greatest of the Directors of Craftsmanship）」「あらゆる神殿の責任者（Controller of All Temples）」「あらゆる服飾の責任者（Controller of All Clothing）」「ハトホルの息子（Son of Hathor）「オシリスの後継者（Hier of Osiris）」「ホルスの近臣（Counterpart of horus）」「彼の父の一番重要な監督（Chief directing Craftsn of his father）」の称号を持ち、「プタハ神殿の増築」や「聖牛アピスの埋葬及びセラピウムの改築」「セド祭（王位更新祭）の布告」「カエムワセト供養文の創出」等幅広い分野で功績が挙げられる。また有名な業績の一つが「古記念物の調査及び修復活動」である。クフ王のピラミッドやジョセル王のピラミッド、ウナス王のピラミッド等いくつものピラミッドや太陽神殿の化粧石に修復を記念した銘文を刻んだことにより「世界最古のエジプト考古学者」の呼び声が高い。兄ラムセスの死後50年頃王太子に指名されるが55年頃に死去。多くの兄弟が眠るKV5には埋葬されておらず現在も墓は発見されていないが、1991年早稲田大学エジプト調査隊がカエムワセトの葬祭殿を発見している。　
セティ（Sethi）
第九王子。ネフェルタリまたイシスネフェルト1世の息子とされる。「彼の父の一等航海士(First Officer of his father)」の称号を持つ。
メルエンプタハ（Merneptah）
第十三王子。 19王朝四代目のファラオ。 ラムセス2世とイシスネフェルト1世の息子。40年に「軍隊の監督者（Overseer of the Army）」となって、兄ラムセスの死後50年に「司令官（Generalissimo）」の地位を引き継ぎ、兄カエムワセトの死後王55年に後継者に指名された。このときすでに40歳を超えていたが、ラムセス2世はその後さらに20年近く在位したため即位したのは実に60歳を超えてからのことであった。ラムセス2世治世末期に父と国を共同で治めた可能性がある。
メルトアトゥム(Meryatum)
第十六王子。ラムセス2世とネフェルタリの息子。アブ・シンベル小神殿に展示される。治世30年前後にヘリオポリスの主神ラーの大司祭に任命され、その地位を20年間保持していたとされる。主だった称号は「最も偉大なるものを見る者（Greatest of Seers）」「先見者の長（Chief of Seers）」「ベンヌ鳥の家の秘密保持者（Chief of Secrets in the Mansion of the Bennu-bird）」「太陽神ラーの家の純粋な手（pure of hands in the house of Re）」「世襲の王子（Hereditary Prince）」。
セメント（Simentu）
第二十三王子。母不明。メンフィスの王立葡萄園の管理者。シリアの船長ベナナス（Benanath）の娘イリエット(Iryet)と結婚した。
ラムセス・セプタハ（Remesses-Siptah)
第二十五王子。ラムセス2世と側妃ステラーリ息子。ルクソール神殿には彼の像がある。彼の死者の書はフロレンサ博物館に保存されている。

#### 娘
ビントアナト（Bint- anath）
第一王女。正妃。ラムセス2世とイシスネフェルト1世の娘。アブ・シンベル大神殿に展示される。父との間に名前不明の娘がいる。この娘はメルエンプタハの正妃ビントアナト2世の説がある。メルエンプタハの治世下で亡くなっており数少ない父より長生きしたと確認できる子供の一人である。（ただし後期の王妃「ビントアナト」もともと同名の娘ビンタアナト2世だったという説もある）
バークムト（Bakemut）
第二王女。母不明。アブ・シンベル大神殿に展示される。
ネフェルタリ（Nefertari）
第三王女。ネフェルタリの娘の可能性が高い。アブ・シンベル大神殿に展示される。長兄であり王太子でもあったアメンヘルケブシェフの妻になり息子セティを産んだとされる。ただし、「ネフェルタリ」という名前は当時非常にありふれた名前ので、その「セティ」はアメンヘルケブシェフの子ではなく、ラムセス2世と「ネフェルタリ」という側室の間の息子の説もある。
メリトアメン（Meritamen）
第四王女。正妃。ラムセス2世とネフェルタリの娘。アブ・シンベル大神殿や小神殿に展示される。
ネベイタウェイ(Nebettawy)
第五王女。正妃。ラムセス2世とネフェルタリまたはイシスネフェルト1世の娘とされる。アブ・シンベル大神殿に展示される。
イシス・ネフェルト（Isetnofret）
第六王女。イシスネフェルト1世の娘の可能性が高いとされている。イシスネフェルト2世（メルエンプタハの正妃）本人の可能性や（ただしメルエンプタハの正妃は下記にある孫娘イシスネフェルト1世の可能性も高いと言う説もある）、次兄ラムセスと結婚の可能性もあるとも言われている。ラムセス2世治世初期に2人の女神官が手紙で彼女の体の状況を聞いたことがあった。アブ・シンベル大神殿に展示される。
へヌタウェイ（Henuttawy）
第七王女。ラムセス2世とネフェルタリの娘。アブ・シンベル小神殿に展示される。

## 聖書中のファラオ
カイサリアのエウセビオスなどキリスト教教会史家の間には、ラムセス2世を『出エジプト記』に登場する、イスラエル人を奴隷から解放するようにモーセが要求したファラオと同一視する者がある。
また、次代ファラオのメルエンプタハとする可能性は更に高く、現在ではラムセス2世と聖書中のファラオを同一視する見方は少ない。また、『出エジプト記』1章11節にモーセ誕生の少し前のエピソードとして、イスラエルの民がファラオのために「ピトムとラムセス」という街を立てさせられたという記述があり、2章23節では出エジプトまでにファラオが世代交代した説明がある。

## ミイラ

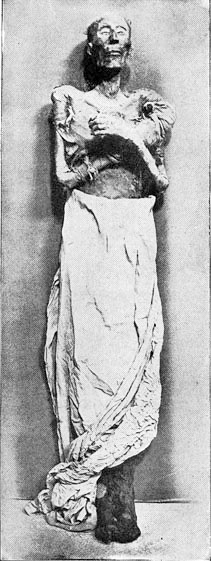
ラムセス2世のミイラ

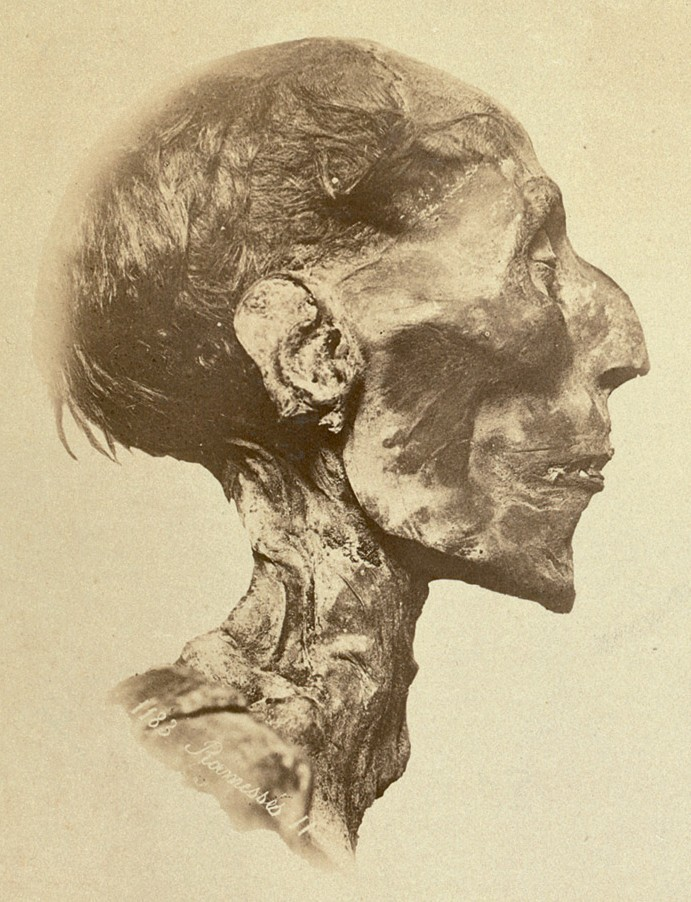
ミイラの頭部
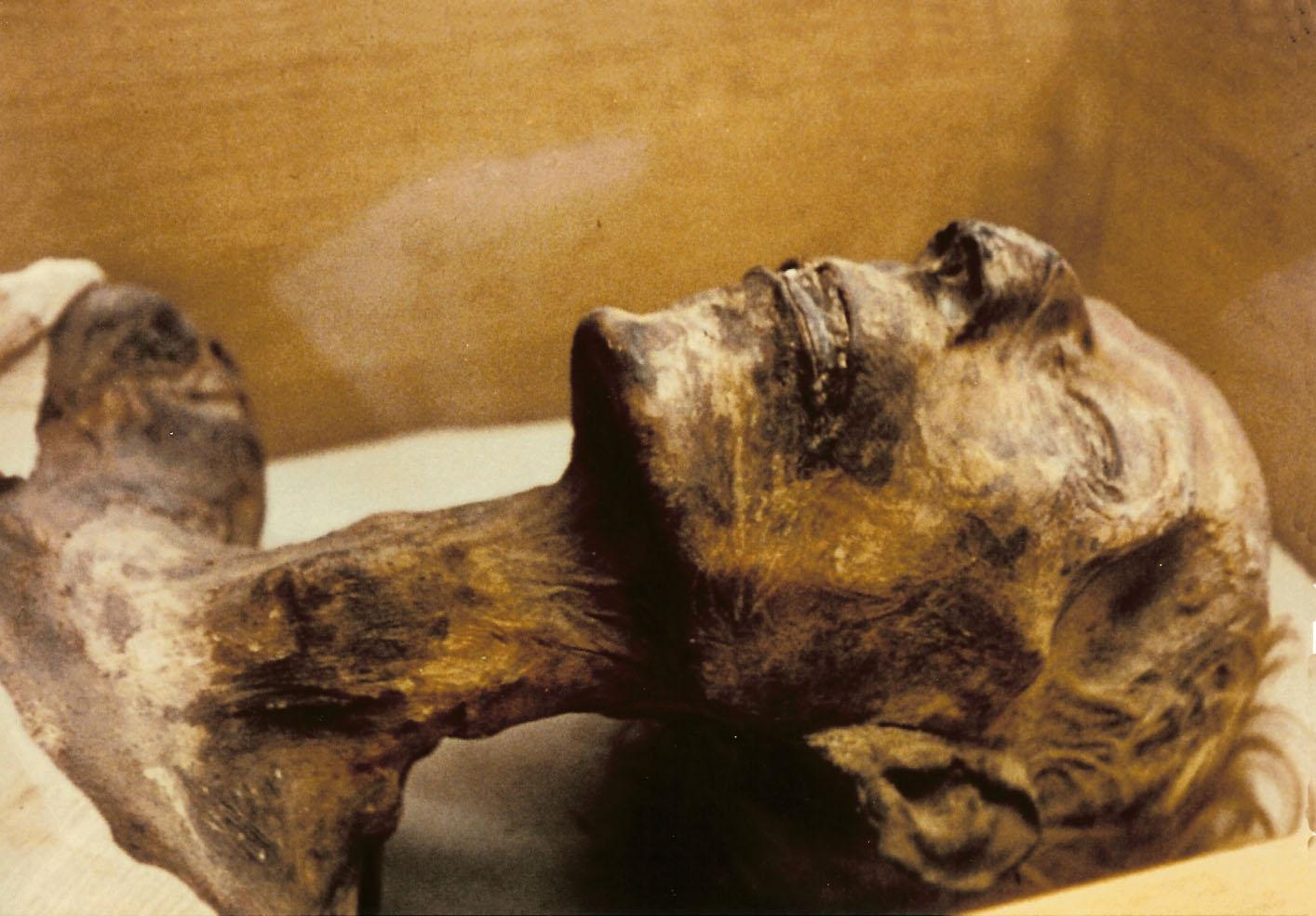
ミイラの頭部

ラムセス2世のミイラは1881年に発見され、現在はカイロのエジプト考古学博物館に収められている。身長は173cmである（古代エジプトの成人男性の平均身長は160～165cmであった）。これが死亡時の身長であることとミイラ化によって収縮した分を踏まえれば、全盛期の王が伝承通りの体躯を誇っていた可能性が非常に高いと言われている。調査によって生前、関節炎を患っていたものの、死亡推定年齢は88～92歳であった（古代エジプト人の平均寿命は35～40歳）。また、ミイラに残っていた頭髪の毛根から髪の色は赤色であると推定されている。
なお、ラムセス2世のミイラはテーベ大司祭パネジェム2世の家族墓で見つかったが、過去2回埋め直されている。
1970年代になって、皮膚組織にカビの一種が発生したため、調査を兼ねてカビの除去と劣化防止処置を行うためフランスへ出国、儀仗兵が捧げ銃を行う国王への礼をもって迎えられた。この際に「生きているエジプト人の扱いでパスポートも支給され、職業の欄には『ファラオ』と記入されていた」とされる。ただし、一般に流布されている「ファラオのパスポート」の画像は、後に再現されたものであり、実物ではない。

## 孫娘イシスネフェルト1世の墓
2009年3月4日、吉村作治率いる早稲田大学・サイバー大学合同古代エジプト調査隊は、カイロ近郊のアブシールにある南丘陵遺跡において、ラムセス2世の孫娘であるイシスネフェルト1世の墓を発見したと発表した。第4王子カエムワセトには同じ名の一人娘がいたことは判明していたが、丘陵の地下で発見された埋葬室の中に石灰岩製の石棺があり、「イシスネフェルト」という名前が書かれていたことなどから、孫娘と判断した。
だが考古最高評議会は、墓の建築様式や、そもそも古代エジプトにはイシスネフェルトという名の女性が多かったという理由などから、否定的な見方を示していると伝えられており、石棺の中にあった3体のミイラの正体については研究が続けられている。

## 主な建造物

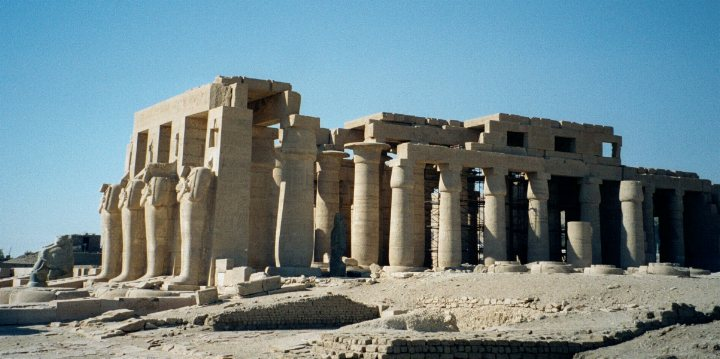
ラメセウム

- ラメセウム（英語版）（葬祭殿）
- カルナック神殿の中庭
- ペル・ラムセス
- アブ・シンベル大神殿
- アブ・シンベル小神殿
- ゲベル・バルカルのアメン神殿

### 改修した建築物
- ヘルモポリス
- メンフィスのアメン神殿
- アビドスのオシリス祠堂

## 画像

### 壁画

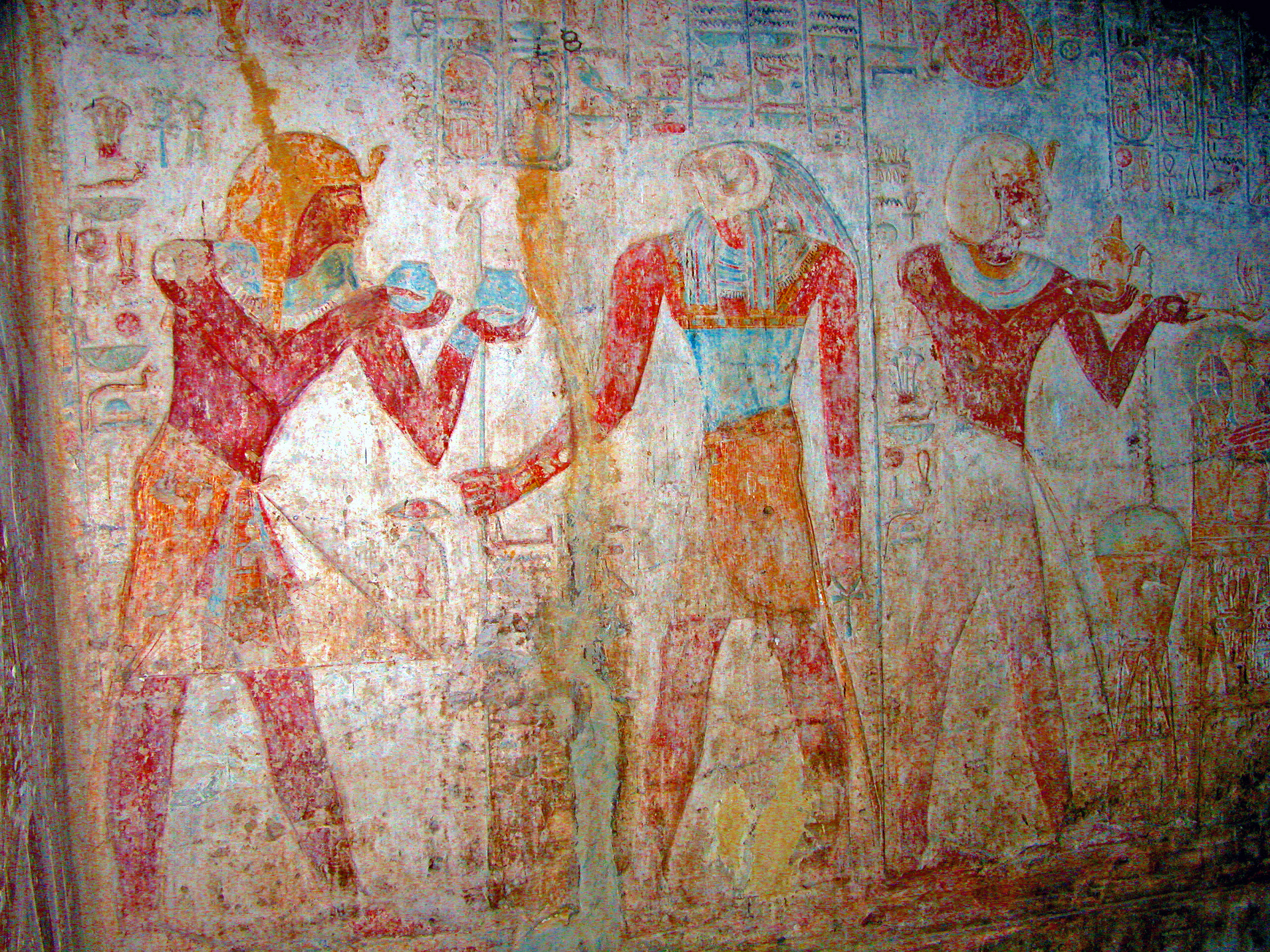
アスワンの寺院の壁画
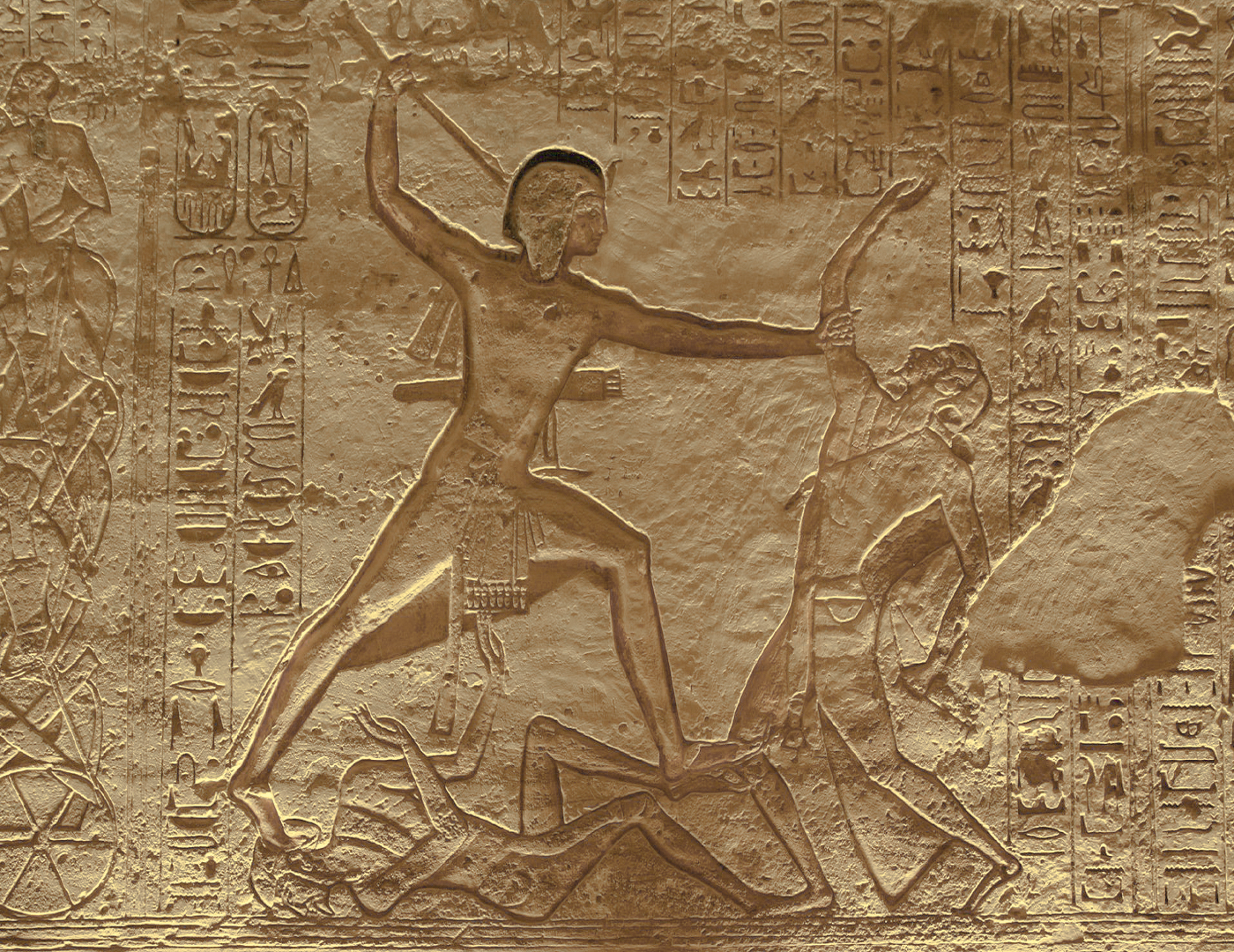
カデシュの戦いが描かれた壁画
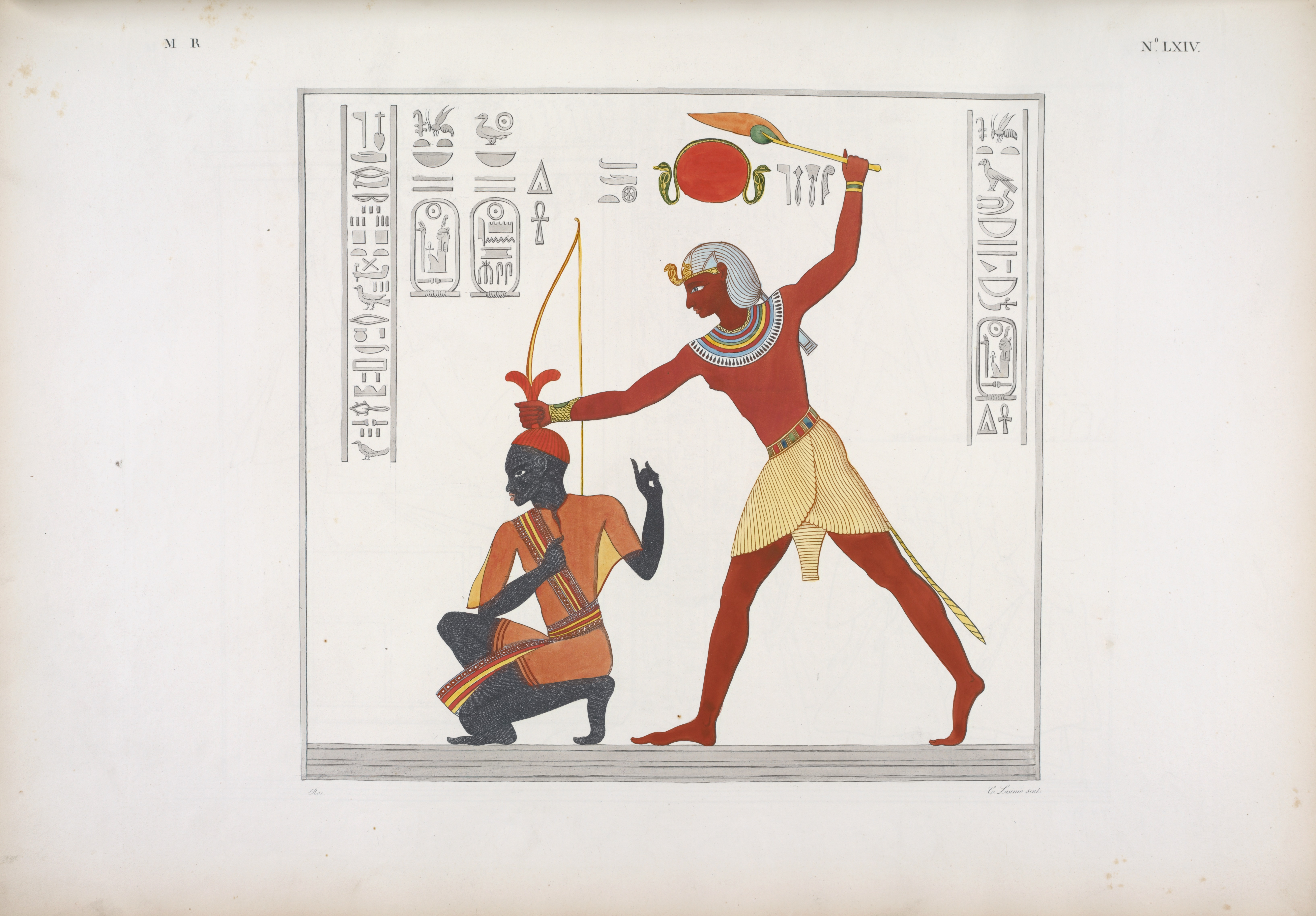
ヌビアの寺院にある壁画
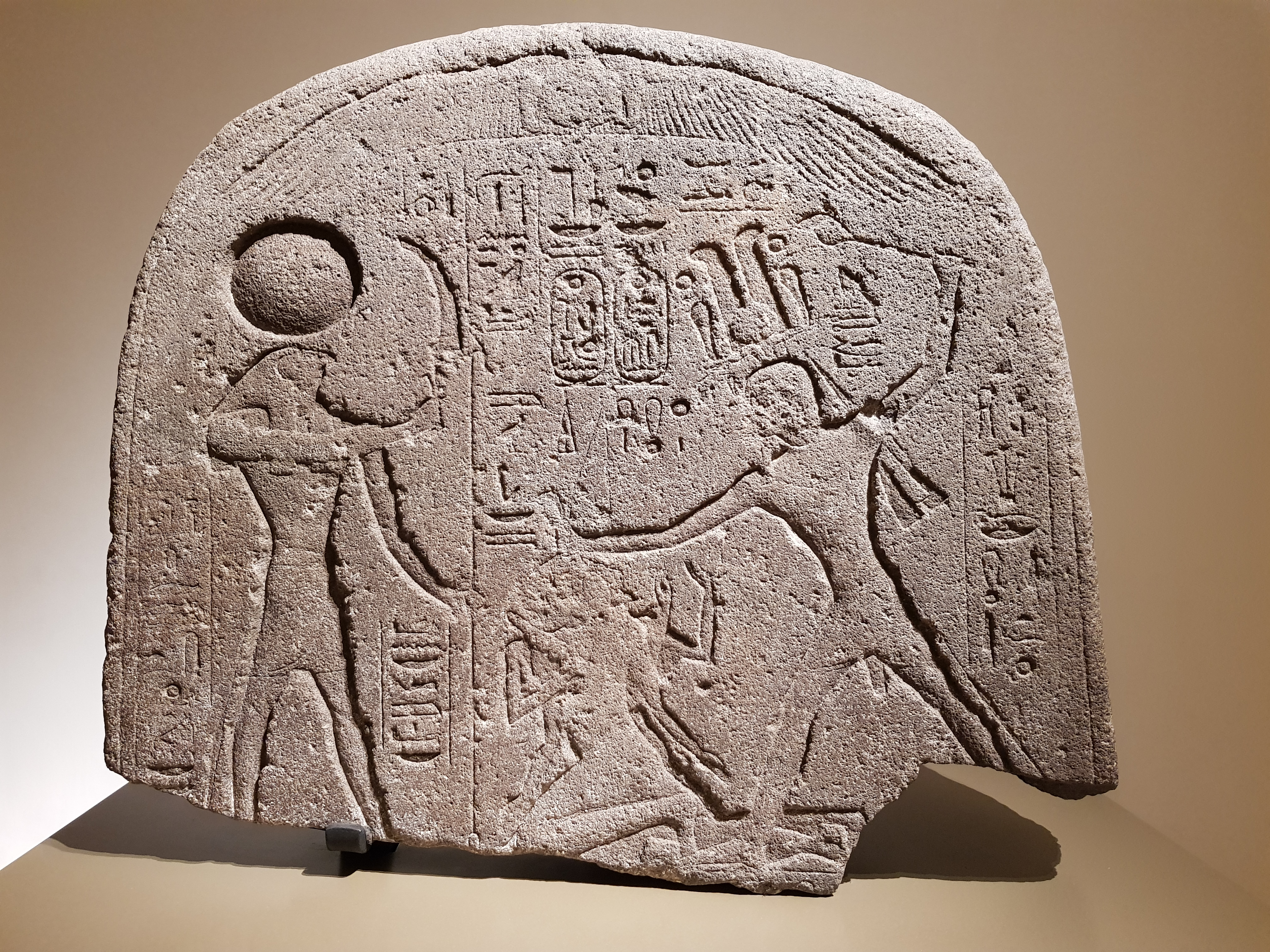
ベイルート博物館に収められている碑
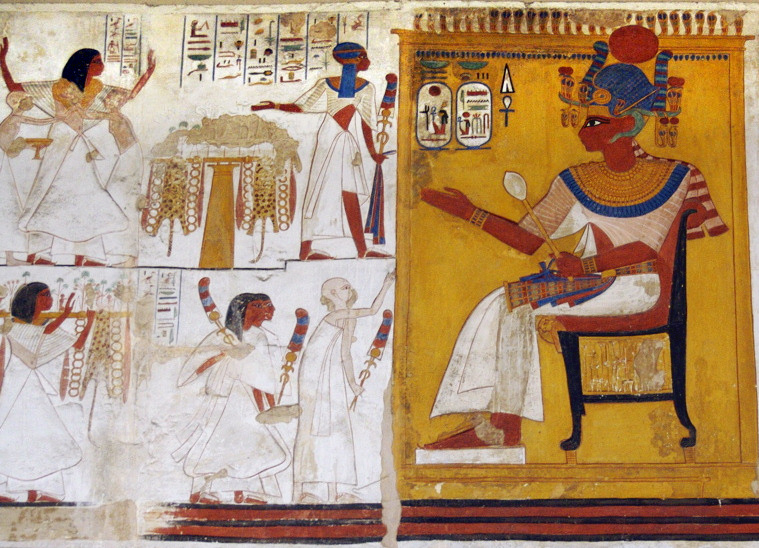
神姿をするラムセス2世に捧げ物をする群衆
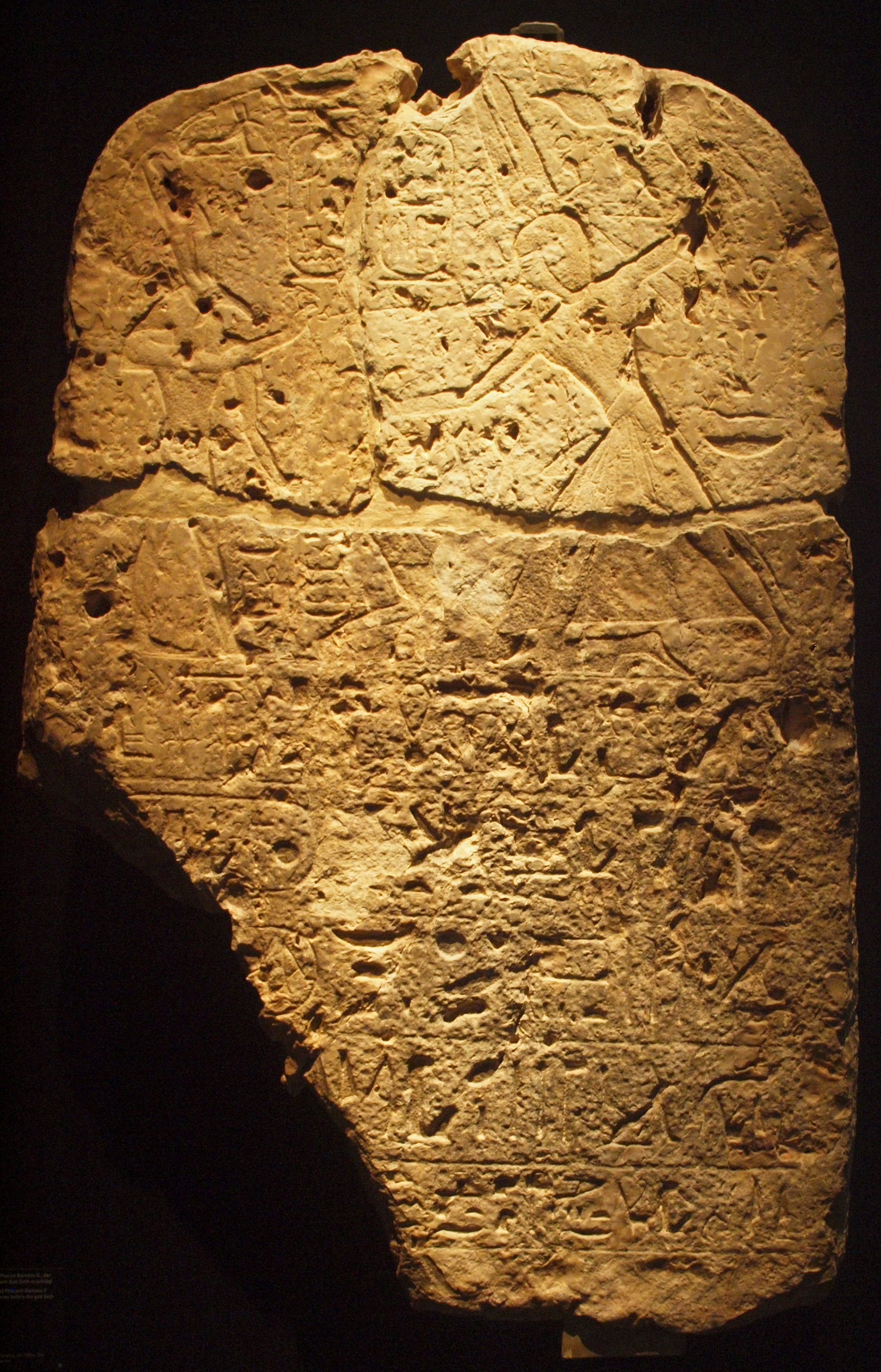
境界碑文

### 像

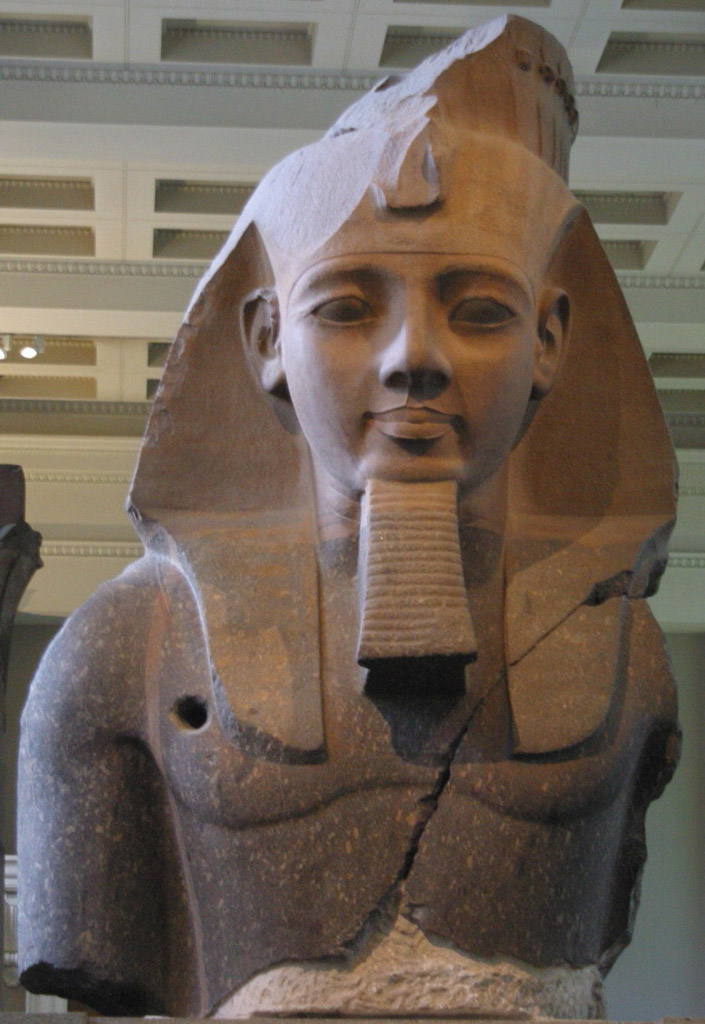
大英博物館に収められている花崗岩製の巨像
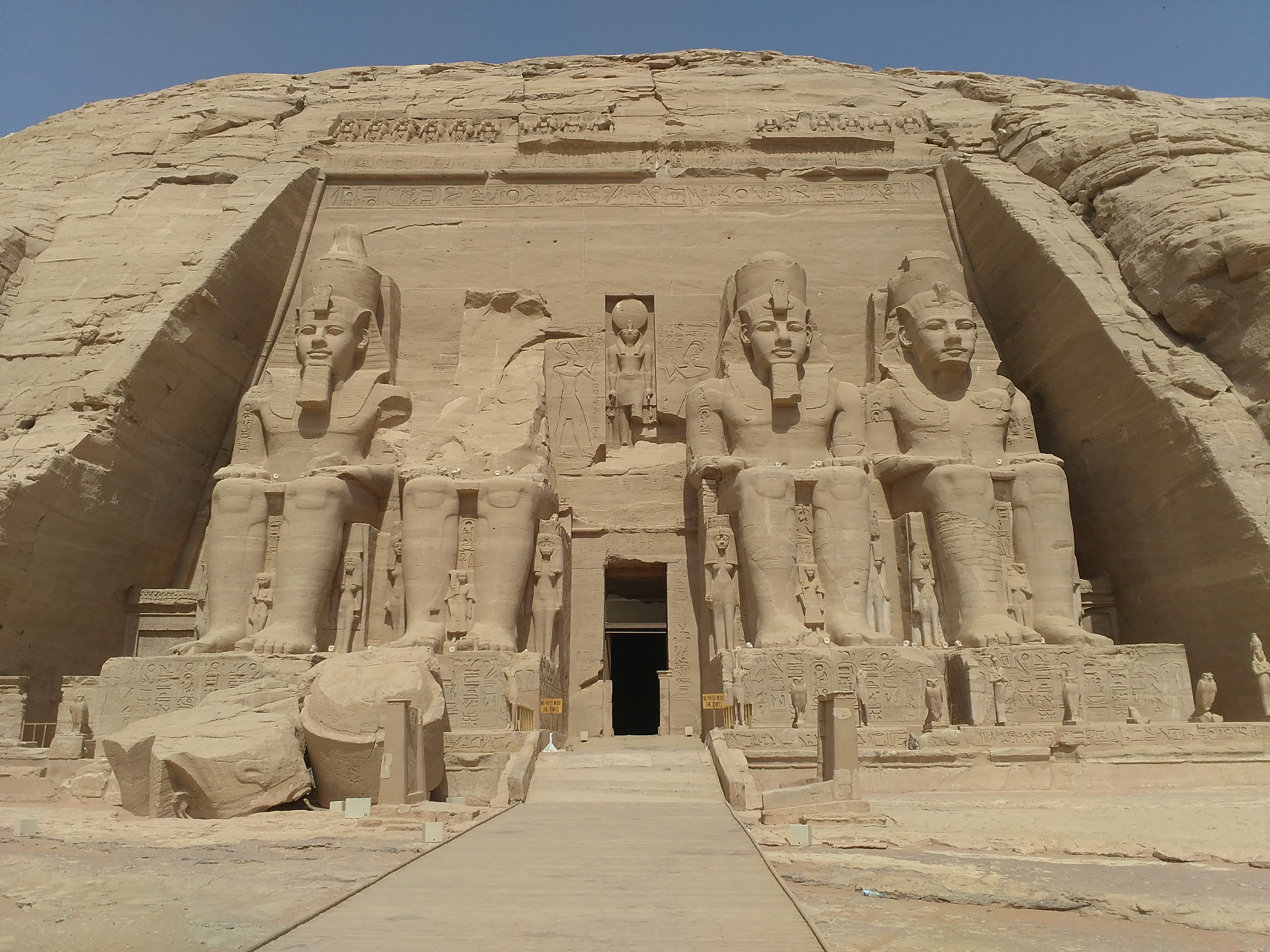
アブ・シンベル神殿のラムセス2世像
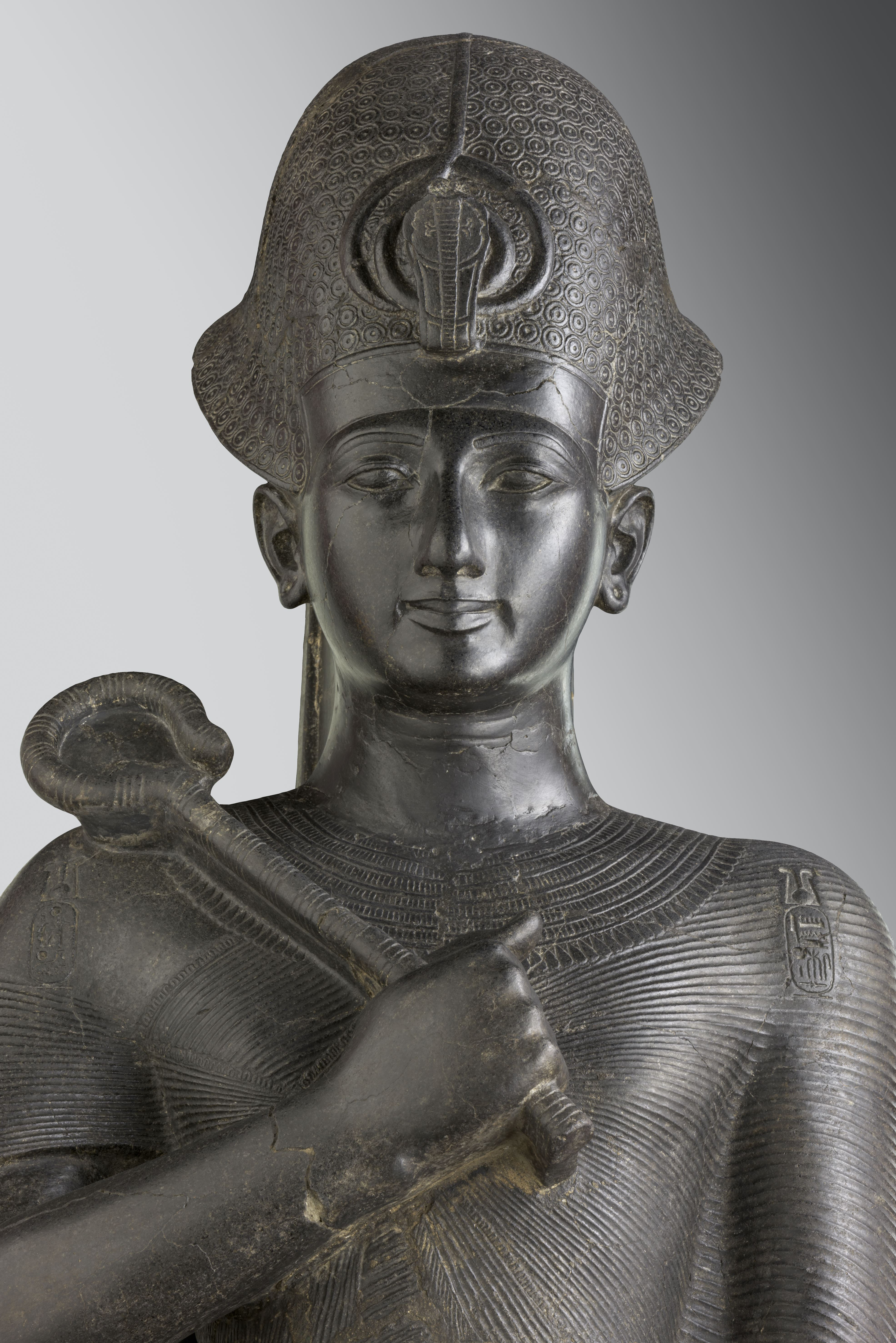
トリノエジプト博物館の像
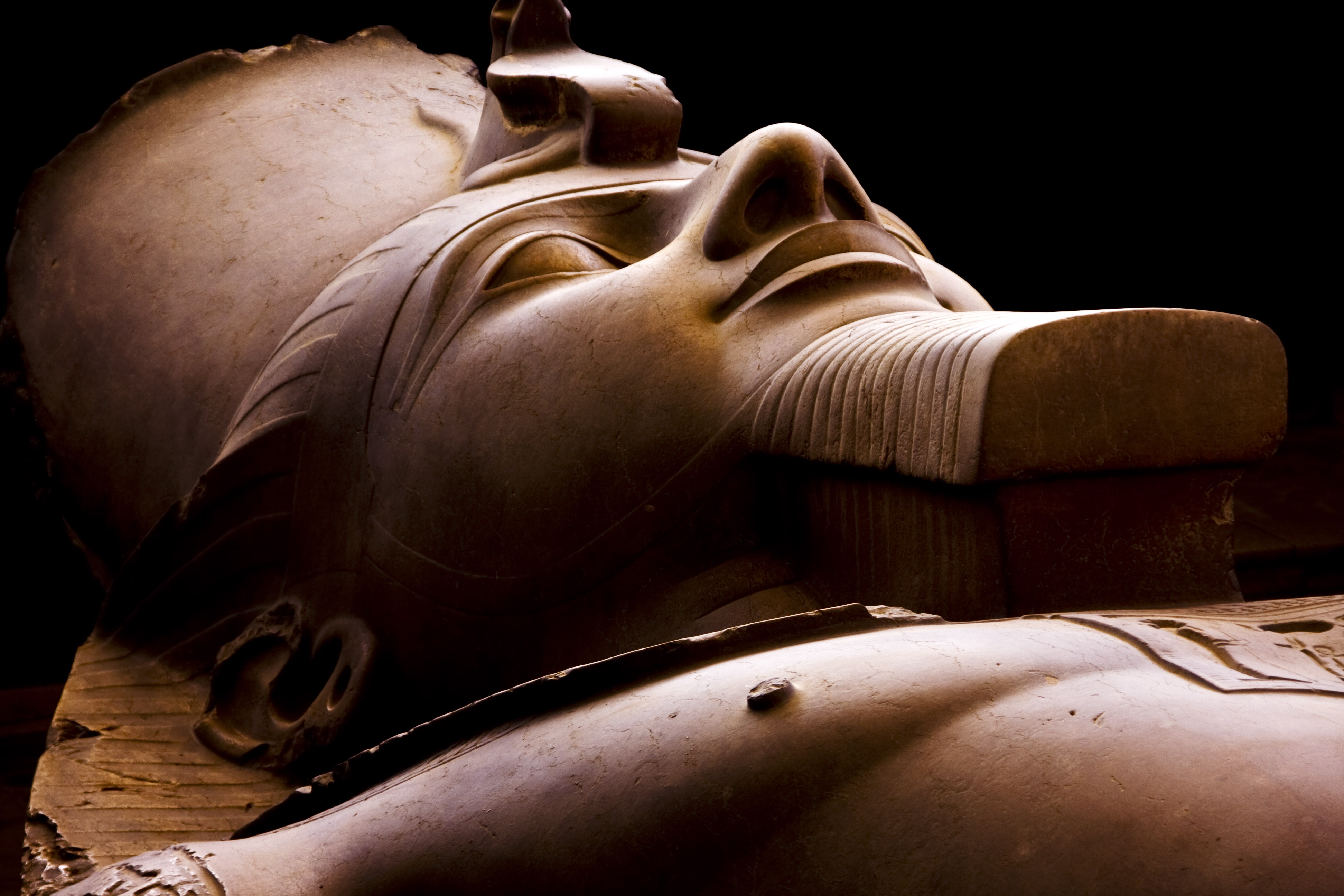
メンフィスにおける巨像
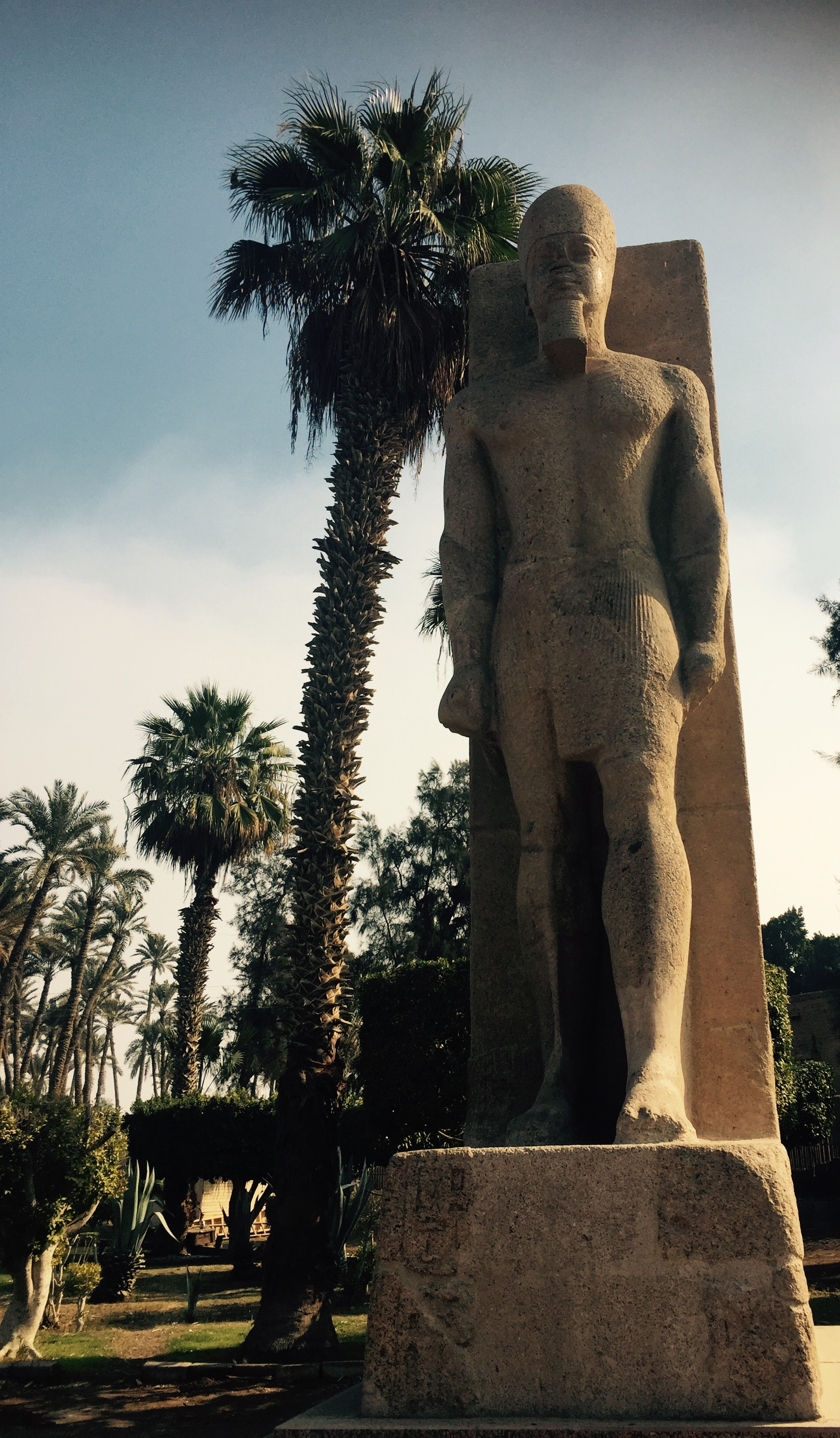
メンフィスの古い像から転用された像
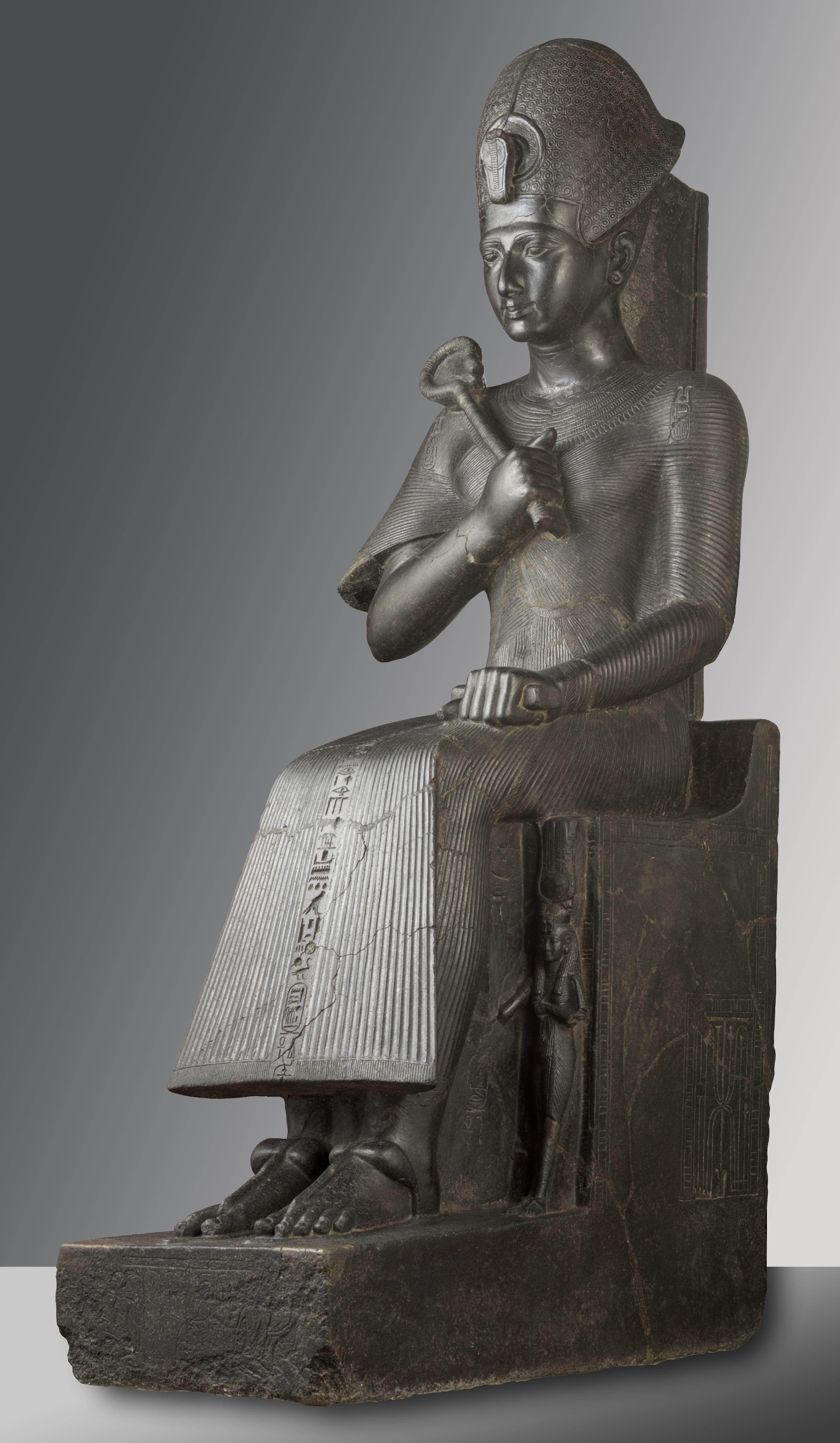
トリノエジプト博物館の若いラムセス2世像

### ミイラ
- ミイラの頭部
- ミイラの頭部

### 後世の絵画

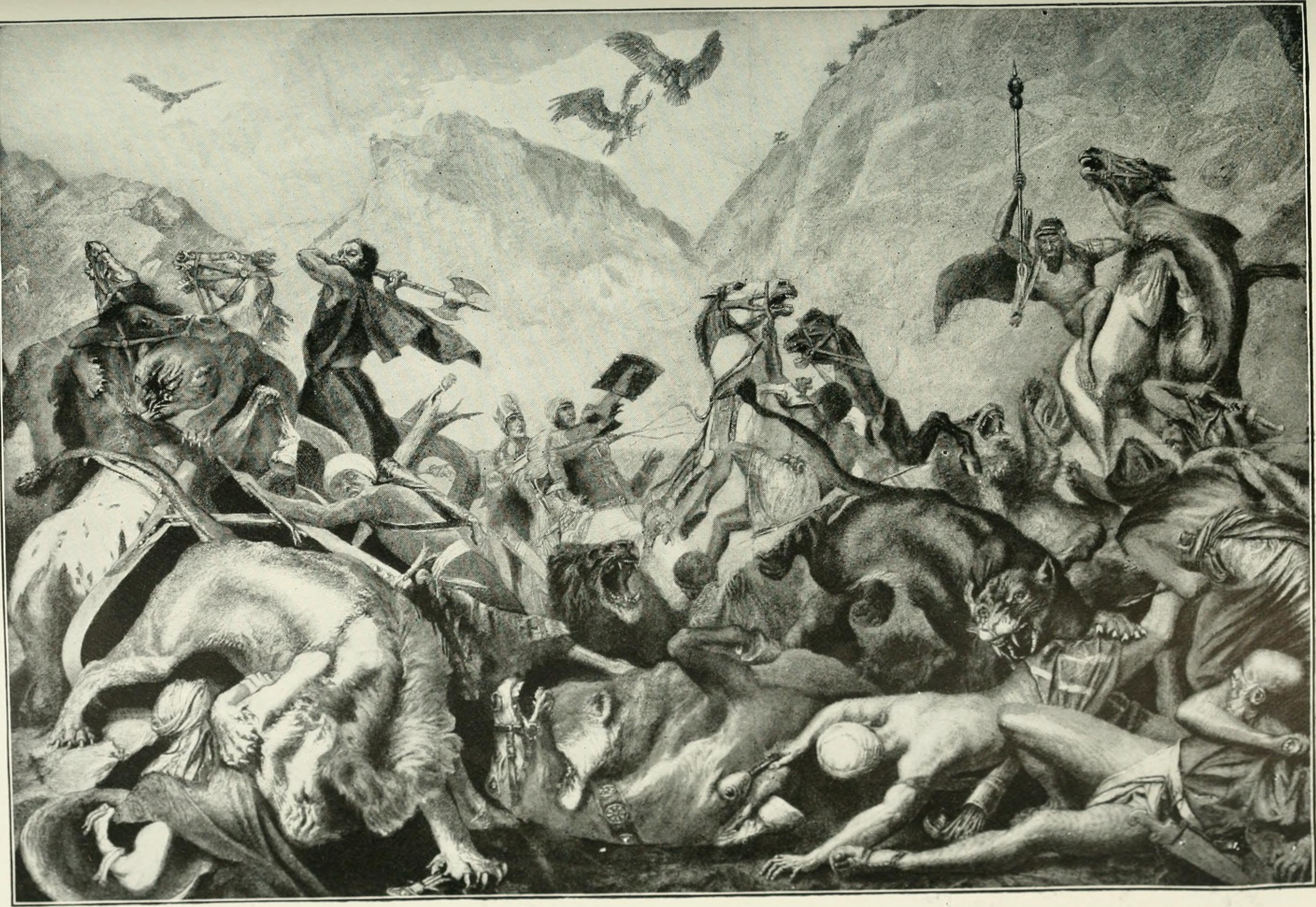
後代の想像して彫られた版画
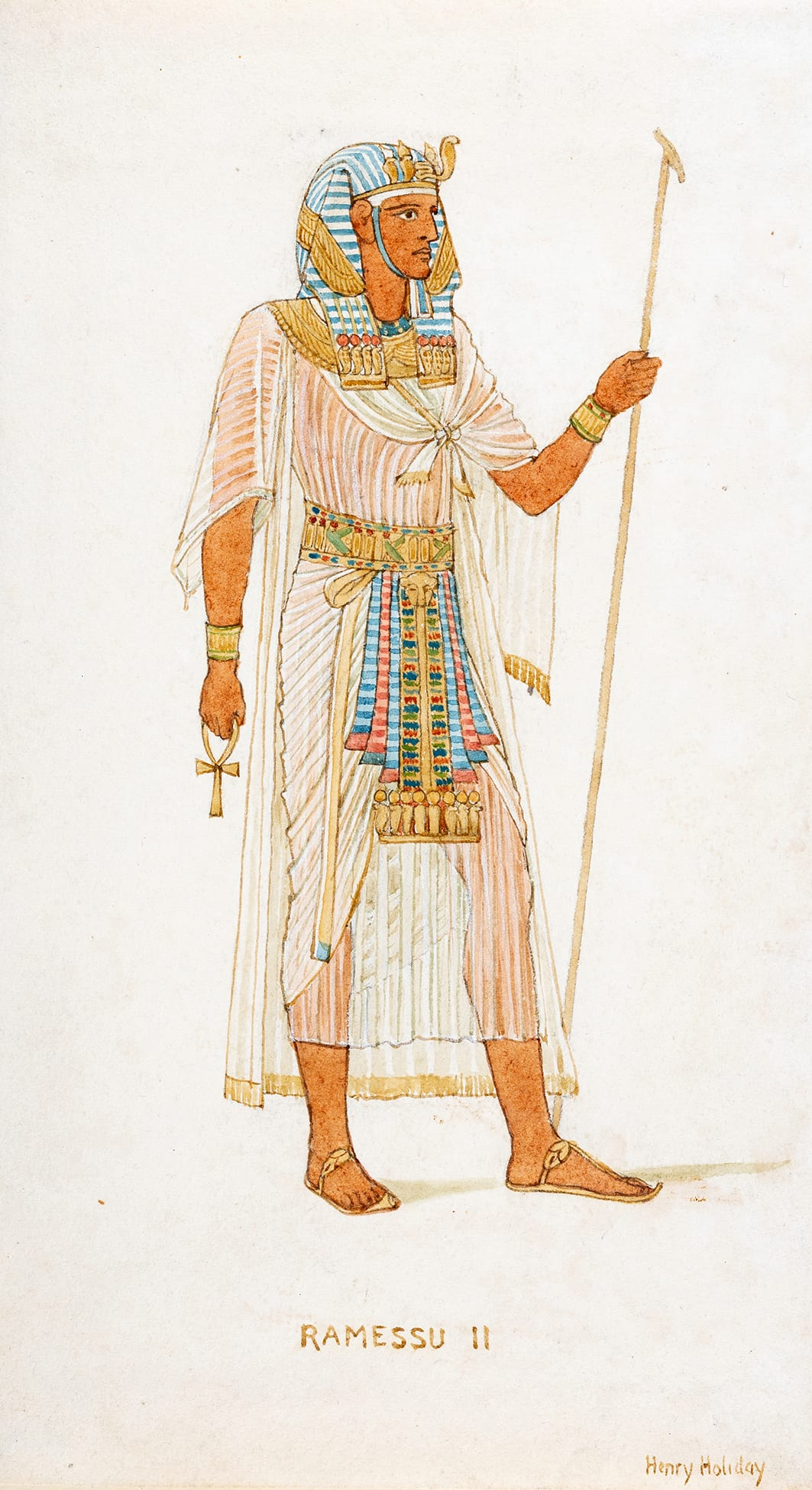
20世紀ヨーロッパ、ラムセス2世の絵
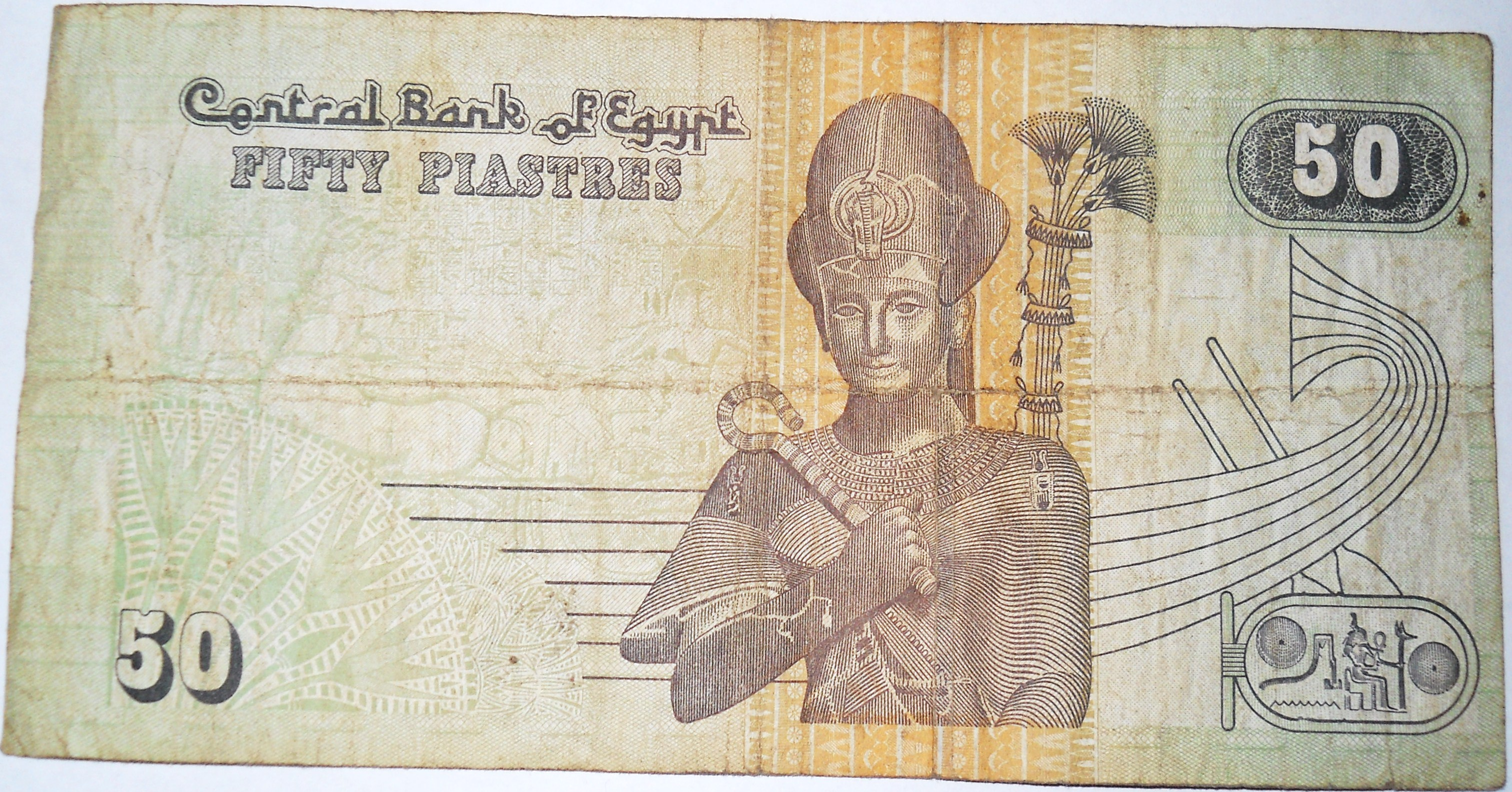
50ピアストル紙幣のラムセス2世

## その他
小惑星 (4416) Ramsesはラムセス2世の名前にちなんで命名された。